# Bunuri mobile din domeniul artă plastică clasate în patrimoniul cultural național al României aflate în județul Tulcea
Acestă listă conține bunurile mobile din domeniul artă plastică clasate în Patrimoniul cultural național al României aflate la momentul clasării în județul Tulcea.

## Tezaur
| Foto | Informații generale                                                                  | Detalii tehnice | Descriere | Deținător                                                    | Legături |
| ---- | ------------------------------------------------------------------------------------ | --- | --- | ------------------------------------------------------------ | -------- |
|      | Stradă mizeră / Peisaj cu case Autor: Phoebus, Alexandru                             | Datare: 1933 Școală: Școală românească modernă Dimensiuni: L: 72,7 cm; La: 55,4 cm Material: ulei pe pânză | Lucrarea reprezintă un peisaj ce se evidențiază prin robustețea construcției. Cerul și construcțiile arhitecturale, ce exprimă o mare vigoare, par a se extrage din același element original datorită structurii cubiste. Atmosfera generală exprimă o mare tristețe și marchează o apăsătoare însingurare a personajului pierdut printre casele ce par a se prăbuși peste el. Culorile dominante sunt griurile colorate, brunuri și albastru grizat. Semnat și datat dreapta jos, cu alb: Alex. Phoebus, - / București 1933. | Muzeul de Artă, Tulcea                                       | Cimec    |
|      | Portul Amalfi Autor: Iancu, Marcel                                                   | Datare: sec. XX Școală: Școală românească modernă Dimensiuni: L: 40,5 cm; La: 49 cm Material: ulei pe pânză maruflată pe carton                                                                                     | Lucrarea reprezintă un peisaj panoramic. Portul este văzut de sus și înfățișează în registrul median o întindere de apă (albastru grizat) populată de siluetele unor ambarcațiuni de mici dimensiuni. în prim-pian sunt construcții portuare cu dominantele cromatice de galben, gri, alb și maro. La orizont apasă un cer tenebros (siena închisă) ce dă întregii înfățișări o perioadă crepusculară mai dramatică. Lucrarea este nesemnată și nedatată. | Muzeul de Artă, Tulcea                                       | Cimec    |
|      | Balerină și arlechin/Compoziție cu personaje Autor: Iser, Iosif                      | Datare: Sec. XX Școală: Școală modernă romînească Dimensiuni: L: 418 mm; LA: 334 mm Material: ulei pe carton | Compoziție cu personaje. Complementarele oranj-albastru sunt bine suplinite de galbenul-violet și câteva accente de roșu-cărămiziu și galben verzui, toate în cadrul unei secțiuni de aur bine echilibrată. Semnată în stânga sus, cu negru: ISER. | Muzeul de Artă, Tulcea                                       | Cimec    |
|      | Odaliscă/Femeie așezată Autor: Iser, Iosif                                           | Datare: Sec. XX Școală: Școală modernă romînească Dimensiuni: L: 455 mm; LA: 336 mm Material: ulei pe carton | Odalisca își ridică mâinile, într-un gest suficient de reținut, spre acoperământul verde ce strânge toată imaginea ca într-un cadru. Culorile calde se îmbină armonios cu cele reci. Fundalul întunecat împinge în prim plan imaginea femeii îmbrăcate în ilic albastru și șalvari ocru cald. Semnat dreapta jos, cu negru: ISER. | Muzeul de Artă, Tulcea                                       | Cimec    |
|      | Peisaj la malul mării/ Peisaj de coastă cu dealuri Autor: Iser, Iosif                | Datare: Sec. XX Școală: Școală modernă romînească Dimensiuni: L: 460 mm; LA: 615 mm Material: guașă vernisată pe hârtie                                                                                             | Balcicul, văzut de pe unul din dealurile cetății. Semnată în dreapta jos, cu grafit: ISER. | Muzeul de Artă, Tulcea                                       | Cimec    |
|      | Peisaj cu casă roșie/Peisaj de vară Autor: Pallady, Theodor                          | Datare: Sec. XX Școală: Școală modernă romînească Dimensiuni: L: 327 mm; LA: 448 mm Material: ulei pe carton | Peisaj realist în care o casă roșie prezintă centrul de interes. Casa este înconjurată, în registrul de jos, de pământ de unde pornește un drum de țară ce se peirde înspre orizontul astupat de frunzișuri verde-gălbui. În registrul superior se zărește o vegetație abundentă ce lasă să se vadă pe dreapta un crâmpei de cer gri-plumburiu. Semnat dreapta jos, cu creion. | Muzeul de Artă, Tulcea                                       | Cimec    |
|      | Peisaj cu casă Autor: Pallady, Theodor                                               | Datare: 1934 Școală: Școală modernă romînească Dimensiuni: L: 382 mm; LA: 450 mm Material: ulei pe pânză lipită pe carton                                                                                           | Sub umbra a patru copaci cu frunzișul verde este adăpostită o căsuță modestă de țară, cu acoperișul de un roșu-vermillon. Căsuța, care este centrul de interes, împarte tabloul în două registre: cel de jos înfățișează, în prim-plan, ierburi arse de soare, urmat de diverse nuanțe de verde; în registrul superior se întrezărește cerul gri-albastru printre frumzișurile copacilor și în extremitatea stângă. Lucrarea este realizată cu spontaneitatea proprie marilor maeștrii. Semnat dreapta jos, cu creion; datat 1934. | Muzeul de Artă, Tulcea                                       | Cimec    |
|      | Nud cu plantă/Personaj în interior Autor: Pallady, Theodor                           | Datare: sec. XX Școală: Școală modernă romînească Dimensiuni: L: 678 mm; LA: 539 mm Material: ulei pe pânză cașerată pe carton                                                                                      | Din stânga spre dreapta zărim o plantă verde, decorativă, ce se echilibrează cu verdele de pe halatul nudului iar galbenul măsuței cu galbenul cadrului din spatele modelului. Importantă nu este carnalitatea ci puritatea liniilor. Culoarea este desfășurată liniar sau este așternută uniform, prinsă în desenul contururilor precise. Semnată lateral dreapta, cu creion. | Muzeul de Artă, Tulcea                                       | Cimec    |
|      | Peisaj cu pomi și apă/Peisaj cu râu si copaci Autor: Șirato, Francisc                | Școală: Școală modernă romînească Dimensiuni: L: 326 mm; LA: 405 mm Material: ulei pe carton | Lucrarea ce concentrează zone luminoase este un pretext de jocuri cu brunuri, verde și galben în alternanțe de lumină și umbră. Între rândurile de copaci se întrezărește o limbă curgătoare de apă albastră. Semnată dreapta jos: Sirato. | Muzeul de Artă, Tulcea                                       | Cimec    |
|      | Scară la Caramitti/Peisaj citadin oriental Autor: Șirato, Francisc                   | Datare: 1933 Școală: Școală modernă romînească Dimensiuni: L: 610 mm; LA: 498 mm Material: ulei pe carton | Un turc coboară o scară în peisaj. Semnat și datat dreapta jos: Sirato [1]933. | Muzeul de Artă, Tulcea                                       | Cimec    |
|      | Scenă orientală/Interior cu personaje Autor: Popescu, Ștefan                         | Datare: 1929 Școală: Școală modernă romînească Dimensiuni: L: 419 mm; LA: 340 mm (interior paspartu) Material: tuș negru cu pensula, laviu și peniță pe hârtie ocru cașerată pe carton și încadrată de paspartu     | O scenă orientală, surprinsă într-un interior întunecat, ni se ivește din prin-plan. Personaje din lumea orientală stau în contre-jour. Fundalul, ceva mai luminos, lasă să se deseneze în registrul superior forme de arcade. Totul este redat cu un laviu de tuș bine valorat în contrast închis-deschis. Lucrarea este semnată, cu însemnare autografă și datare dreapta jos, cu tuș negru: St. Popescu/ Manakech - 29. | Muzeul de Artă, Tulcea                                       | Cimec    |
|      | Portret cu pălărie roșie Autor: Grigorescu, Nicolae                                  | Datare: 1895 Școală: Școala modernă românească Dimensiuni: L: 283 mm; LA: 180 mm Material: ulei pe pânză | Înconjurată de un frunziș verzui, cu nuanțe de ocru până la verde închis, o femeie citește o carte stând pe un scaun într-o atitudine meditativă. Personajul, ușor aplecat spre carte, poartă o pălărie roșie împodobită cu flori. Haina, cu gulerul de nuanțe deschise, este de un brun-roșcat iar fusta de un ocru deschis. Tușele de pensulație sunt spontane și foarte vibrante imprimând lucrării un dinamism interior. Lucratea are însemnare autografă, semnătură și datare, dreapta jos cu roșu: a mon très cher ami / le Docteur Stoicesco / Grigoresco / 1895. | Muzeul de Artă, Tulcea                                       | Cimec    |
|      | Samovarul Autor: Pallady, Theodor                                                    | Datare: sec. XX Școală: Scoala modernă românească Dimensiuni: L: 670 mm; LA: 514 mm Material: ulei pe carton | Lucrarea reprezintă obiecte bine aranjate pe o masă cu o draperie de nuanță roșu-oranj. Lucrurile sunt așezate pe verticală, în planuri și axe oblice ce se intersectează conferind compoziției o anume monumentalitate și echilibru. Culorile sunt pastelate și subțiate iar textuira este vibrată. Ansamblul structurat pe o compoziție piramidală iradiază un farmec deosebit. Culorile evoluează de la roșu-vermillion , galben, nuanțe de ocru, violet și verde. Lucrarea este semnată dreapta sus cu negru. | Muzeul de Artă, Tulcea                                       | Cimec    |
|      | Căldărușe de aramă Autor: Petrașcu, Gheorghe                                         | Datare: 1933 Școală: Scoala modernă românească Dimensiuni: L: 450 mm; LA: 532 mm Material: ulei pe pânză | Pe o masă cu draperie cadrilată sunt așezate două căldărușe și cărți. Diagonalele descrise obiecte, din direcțiile opuse, asigură un echilibru perfect compoziției. Culorile sunt aidoma unei magme coagulate. Căldărușele iradiază spre experior lumini interioare. Culorile obiectelor evoluează de la nuanțe de roșu, griuri închise și brunuri-roșcate. Fundalul complet închis se află în registrul superior iar pensulație obiecteleor redă materialitatea lor. Lucrarea este semnată și datată dreapta sus cu roșu: 1933. | Muzeul de Artă, Tulcea                                       | Cimec    |
|      | Femei la malul mării Autor: Petrașcu, Gheorghe                                       | Datare: sec. XX Școală: Scoala modernă românească Dimensiuni: L: 305 mm; LA: 460 mm Material: ulei pe pânză | Lucrarea reprezintă o compoziție cu trei femei la malul mării în ipostaza de plimbare. Personajele sunt îămbrăcate în rochii lungi și poartă, de la stânga la dreapta, un voal în bătaia vântului, o umbrelă și o pălărie albă. Cerul ocupă o mică porțiune a tabloului. Fundalul, fiind ceva mai închis, lasă cele trei personaje ca centru de interes în prim-planul compoziției. Pasta este așternută viguros și alert dând tușelor o textură rugoasă și o forță telurică. Structura formelor este foarte stilizată, nelăsând loc detaliilor. Culorile evoluează de la nuanțe de ocru, verde, violet și albastru. Lucrarea este semnată stânga jos, cu negru: G. Petrașcu. | Muzeul de Artă, Tulcea                                       | Cimec    |
|      | Femeie în peisaj Autor: Petrașcu, Gheorghe                                           | Datare: 1912 Școală: Scoala modernă românească Dimensiuni: L: 463 mm; LA: 552 mm Material: ulei pe pânză | Axul și centrul de interes al tabloului este reprezentat de o femeie ce pare a face legătura între două semisfere bine circumscrise: de nori - în partea de sus și zona luminoasă - în cea de jos. Poziția pesonajului, ușor înclinată, este bine echilibrată de curbura dealului din fundal. Atmosfera nocturnă este bine redată deși artistul nu acordă atenție la detalii. Culorile evoluează de la albastru, griuri colorate, brunuri roșcate, verde, alb și negru. Pasta densă, ductul alert iradiază o mare forță expresivă. Lucrarea este semnată și datată stânga jos: G. Petrașcu 912. | Muzeul de Artă, Tulcea                                       | Cimec    |
|      | Moară din Bretania Autor: Petrașcu, Gheorghe                                         | Datare: 1912 Școală: Scoala modernă românească Dimensiuni: L: 490 mm; LA: 730 mm Material: ulei pe pânză | Lucrarea prezintă un peisaj de atmosferă, realizat cu o pastă densă, cu o cromatică caldă și bogată. Registrul inferior prezintă o moară și o casă ce domină o masă stâncoasă ce are aspectul de magmă stinsă. În al doilea registru se întrezărește o fâșie albastră-închis ce delimitează la orizont întinderea infinită a apei. Cerul este foarte vibrat cromatic, cu nori cumulonimbus. Culorile dominante cu nunațe de albastru, roșu, galben, violet, griuri colorate și alb conferă lucrării o deosebită forță expresivă. Lucrarea este semnată și datată în stânga jos, cu negru: Gh Petrașcu 1921. | Muzeul de Artă, Tulcea                                       | Cimec    |
|      | Casă la Eforie Autor: Petrașcu, Gheorghe                                             | Datare: 1935 Școală: Scoala modernă românească Dimensiuni: L: 378 mm; LA: 465 mm Material: ulei pe pânză | Lucrarea prezintă în primul registru un teren viran dominat de culori: verde, brunuri-roșcate, griuri colorate, ocru și urme de aburi. Registrul al II-lea ne înfățișează o vilă maiestuoasă, roșie, împrejmuită de plopi de un verde închis. Cerul plumburiu, cu alburi grizate și albastru, luminează și pare a se prăbuși asupra întregii compoziții. Lucrarea este semnată și datată stânga jos, cu negru: G. Petrașcu / [1]935. | Muzeul de Artă, Tulcea                                       | Cimec    |
|      | Peisaj din sudul Franței Autor: Grigorescu, Lucian                                   | Datare: sec. XX Școală: Scoala modernă românească Dimensiuni: L: 734 mm; LA: 980 mm Material: ulei pe pânză | Cerul de un gri plumburiu, dealul de la orizont, acoperișurile caselor sunt construite în linii drepte. Până și frunzișurile, de nuanță verde, sunt aproape înceremenite în geometrizare. Totul este ordonat, implicit culorile așezate într-un gradiant de nuanțe de roșu, brunuri, ocruri și griuri colorate neagitate. Lucrarea este semnată stânga jos, cu negru: L. Grigorescu. | Muzeul de Artă, Tulcea                                       | Cimec    |
|      | Tătăroaică din Balcic Autor: Tonitza, Nicolae                                        | Datare: 1934 Școală: Școală modernă românească Dimensiuni: L: 260 mm.; LA: 174 mm. Material: tuș cu pensula și urme de acuarelă roșie pe carton ocru lipit de passpartuu                                            | Lucrarea reprezintă un portret de atitudine cu o trăire expresivă a gândurilor tăinuite. O fată tătăroaică cu basma pe cap și păr împletit în cozi lungi, cu capul rezemat pe mâna dreaptă, pare a privi în gol, în atitudine meditativă spre o farfurie așezată în prim-plan, pe masă. Artistul reușește să transmită trăirea intensă a modelului. Linia modulată este redusă la esențial. Putem nota câteva urme de acuarelă roșie pe basma, brățară și pe buze. Lucrarea este semnată stânga jos, cu creion Tonitza și notat dreapta sus, cu creion [indescifrabil] / Balcic / 1934. | Muzeul de Artă, Tulcea                                       | Cimec    |
|      | Autoportret bust Autor: Theodorescu-Sion, Ion                                        | Datare: Sec. XX Școală: Școală modernă românească Dimensiuni: L: 452 mm.; LA: 350 mm. Material: pastel pe carton | Autoportretul ne infățișează artistul ca un profet ținand un toiag în mâna dreaptă. Ochii săi deschiși și scrutători par a desluși fenomene din viitor. Opera ne prezintă un desen rafinat, sintetic, stilizat. Anatomia feței este reliefată în gradian valoric și cromatic asemenea peisajului din fundal. Perechile de complemenare primare: oranj-albastru, galben-violet, roșu-verde sunt savant orchestrate cu griurile colorate, subliniate cu un contur negru, ce conferă lucrării un magnetism cuceritor. Monogramă și semnătură stânga jos, cu negru Theodorescu. | Muzeul de Artă, Tulcea                                       | Cimec    |
|      | Curse de cai în Dobrogea (Scenă de gen în peisaj) Autor: Iser, Iosif                 | Datare: Sec. XX Școală: Școală modernă românească Dimensiuni: L: 680 mm.; LA: 950 mm. Material: acuarelă pe hârtie cașerată pe carton                                                                               | Lucrarea prezintă personaje de tipologie orientală înșirate de-a lungul unui traseu de curse hipice. Scena este surprinsă cu personajele din prim-plan văzute din spate. Centrul de interes este marcat de o fată dezinteresată de cursă, așezată frontal, pe balustradă, îmbrăcată în galben și cu broboadă verde. În planul de vizavi sunt alte personaje preocupate de curse iar în planul îndepărtat se întrezăresc imaginile fugitive a unor călăreți. La orizont sunt dealuri dobrogene ce delimitează un cer gri-violaceu. Lucrarea este intens colorată, cu contrast cald-rece. Gama cromatică variază de la roșu, galben, albastru, verde și griuri colorate. Lucrarea este semnată dreapta jos, cu negru ISER.                                                                                     | Muzeul de Artă, Tulcea                                       | Cimec    |
|      | Străjerii Autor: Theodorescu-Sion, Ion                                               | Școală: Școală modernă românească Dimensiuni: L: 1480 mm; LA:1000 mm Material: ulei pe pânză | Lucrarea înfățișează un grup de țărani în peisaj. În plan apropiat trei străjeri sunt așezați având în fața lor pe un ștergar o pâine rotundă și câteva fructe. În spatele lor odihnește un cal alb al cărui profil se desprinde parcă sculptat în piatră pe fundalul unor stânci albicioase. În plan depărtat sub un arc natural format de trunchiurile și coroanele copacilor se află alți doi străjeri alături de caii lor. Lucrarea se distinge prin monumentalitatea compoziției și echilibrul formelor robuste tratate decorativ. Cromatica are dominantă în tonuri reci de albastru, violet și verde. | Muzeul de Artă, Tulcea                                       | Cimec    |
|      | Turci încărcând o barcă Autor: Theodorescu-Sion, Ion                                 | Datare: început de secol XX Școală: Școală modernă românească Dimensiuni: L: 400 mmm; LA: 500 mm Material: ulei pe pânză                                                                                            | Lucrarea este compusă pe linia ascendentă a unei punți de acostare a bărcilor având în plan depărtat orizontul deschis al mării. Pe punte se află trei turci încărcând o barcă. În colțul din stânga jos pe mal, stă în așteptare un bătrân lângă un cal înhămat. Dominanta rece a compoziției de albastru, verde și tonuri de roșu violaceu ale punții, valurilor și personajelor, este exaltată puternic de două suprafețe de galben nuanțat. Formele și volumele sunt legate și redate armonios prin linii curgătoare și ondulate, iar tușa și lumina sunt fragmentate după principiile picturii postimpresioniste și neo-impresioniste. | Muzeul de Artă, Tulcea                                       | Cimec    |
|      | Geamie turcească Autor: Dărăscu, Nicolae                                             | Datare: începutul secolului XX Școală: Școală modernă românească Dimensiuni: L:610 mm; LA: 500 mm Material: ulei pe carton                                                                                          | Peisaj citadin cu clădiri robuste de arhitectură orientală, ilustrează un colț al peisajului tulcean din perioada interbelică. O geamie situată pe axa centrală a lucrării este evidențiată de un cer albastru și nori luminoși, intens colorat și vibrat prin tușă. Petele de culoare, juxtapuse pe principii cezaniene clare și cizelate cu umbre colorate spre complementarele culorilor din lumină, reflectă preocuparea pentru constituirea unei palete a contrastelor luminoase și tonice. Semnat stânga jos cu negru „Dărăscu”. | Muzeul de Artă, Tulcea                                       | Cimec    |
|      | Peisaj din Tulcea Autor: Dărăscu, Nicolae                                            | Datare: prima jumătate a secolului XX Școală: Școală modernă românească Dimensiuni: L:810 mm; LA: 1170 mm Material: ulei pe pânză                                                                                   | Peisaj citadin ilustrând piața din Tulcea din anul 1918. Arhitectura specific orientală ne înfățișează ritmurile de arcade și coloane în preajma cărora comercianții își vând mărfurile. O zi de vară cu atmosferă tonică și colorată animă piața prin care trec personaje în haine turcești. Compoziția se desfășoară într-o perspectivă complexă a clădirilor susținută și de perspectiva aerobică cu trecere de la culorile intense în prim plan, către nuanțele mai pierdute în depărtare. Petele de culoare, juxtapuse pe principii cezaniene clare și cizelate cu umbre colorate spre complementarele culorilor din lumină, reflectă preocuparea pentru constituirea unei palete a contrastelor luminoase și tonice. Semnat stânga jos cu roșu „Dărăscu Tulcea 1918”.                                  | Muzeul de Artă, Tulcea                                       | Cimec    |
|      | Portul Sulina Autor: Dărăscu, Nicolae                                                | Datare: prima jumătate a secolului XX Școală: Școală modernă românească Dimensiuni: L:450 mm; LA: 530 mm Material: ulei pe carton                                                                                   | Peisaj portuar văzut din depărtare dinspre Dunăre spre faleză, ilustrează ambarcațiuni acostate la mal și în plan secundar, ritmurile clădirilor specifice arhitecturii din Sulina. În linia crescătoare a caselor și a acoperișurilor grele de brun închis, ritmurile ferestrelor și ale intrărilor întunecate contrastează puternic cu fațadele de alb, verde și oranj ale clădirilor, conturând o zonă de interes pe centrul lucrării. Coloritul contrastant în dominantă rece de albastru și violet conferă lucrării un dramatism nuanțat în game armonice. Semnat dreapta jos cu negru „Dărăscu, Sulina”. | Muzeul de Artă, Tulcea                                       | Cimec    |
|      | Compoziție: Flori sufletești Autor: Mattis-Teutsch, Hans                             | Datare: Sec. XX;1/2 Școală: Școală modernă românească Dimensiuni: L:290 mm; LA: 360 mm Material: ulei pe carton | Compoziție abstractă cu ritmuri de forme geometrice structurate într-o ordine dinamică și expresivă, redate prin contrastul în sine al culorilor, oranj, roșu, verde și albastru. Tușeele sunt așezate în treceri graduale de la închis la deschis. Lucrarea face parte din ciclul de „Flori ale sufletului”, realizate în perioada 1919-1924 ce coincide cu adeziunea sa la integralism, curent artistic ce reflectă concepțiile kandinskiene. Semnat stânga jos cu albastru, monogram „M.T.” | Muzeul de Artă, Tulcea                                       | Cimec    |
|      | Peisaj dobrogean (Peisaj citadin oriental) Autor: Dărăscu, Nicolae                   | Datare: 1933 Școală: Școală modernă românească Dimensiuni: L:325 mm; LA: 466 mm Material: acuarelă pe hârtie albă                                                                                                   | Peisaj citadin, panoramic, de factură orientală, înfățișând habitatul pe dealuri dobrogene cu vegetație rarefiată, ce surplombă cu faleze înalte proximitatea mării. Tușeele de acuarelă catifelate sunt așternute în tente rupte, aerate, cu contraste de complementare: oranj-albastru, galben-violet. Peisajul este dominat cu case înghesuite ale căror acoperișuri sunt așezate în trepte ce se înalță la orizont înspre cer. Lucrarea este semnată dreapta jos, creion, monogram D, și datat 1933. | Muzeul de Artă, Tulcea                                       | Cimec    |
|      | Proiect de frescă Autor: Mattis-Teutsch, Hans                                        | Datare: Sec. XX Școală: Școală modernă românească Dimensiuni: L:1000 mm; LA: 680 mm Material: tempera pe hârtie gri-ocru                                                                                            | Proiect de frescă executat pe verticală, într-un decorativism foarte stilizat ce ne prezintă personaje în mișcare. În interstițiile dintre personaje se ridică niște forme geometrice cu alură industrială. Aria cromatică este austeră cu game de albastru, oranj, roșu, alb, galben și amestecurile dintre ele. Figurile sunt colorate unitar iar conturul personajelor este redat cu linii modulate. Toată compoziția este proiectată pe un spațiu neutru, gri-ocru, nesemnată; nedatată. | Muzeul de Artă, Tulcea                                       | Cimec    |
|      | Portret de fetiță (Țărăncuță cu traistă) Autor: Andreescu, Ioan                      | Datare: începutul sec. XX Școală: Școala modernă românească Dimensiuni: L: 175 mm; LA: 102 mm Material: ulei pe pânză                                                                                               | Portret de țărăncuță cu traistă, compusă din profil. Înfățișarea umilă și austeră a țărăncuței este susținută de o cromatică în variațiuni de tonuri de gri, ocru, brun, alb, pe fundal de brun-negru. Personajul este redat realist, într-o simplitate ce cuprinde în ea însăși, viața interioară a țărăncuței. | Muzeul de Artă, Tulcea                                       | Cimec    |
|      | Bordeie Autor: Grigorescu, Nicolae                                                   | Școală: Școala modernă românească Dimensiuni: L: 200 mm; LA: 350 mm Material: ulei pe pânză | Peisajul de țară ilustrează un bordei din pământ izolat pe o câmpie. În spatele bordeiului în plan îndepartat se află un orizont deschis ce se compune ca o linie de echilibru la mijlocul lucrării. Arhitectura bordeiului este joasă și redată din vedere frontală, de unde se vede intrarea și câteva mici ferestre. Tonul de ocru al cartonului, nuanțele pamântii, verdele câmpiei și albastrul cerului nuanțat prin lumina rece creează o atmosferă liniștită și armonizată cromatic. | Muzeul de Artă, Tulcea                                       | Cimec    |
|      | Portret de țărăncuță Autor: Grigorescu, Nicolae                                      | Datare: sfârșit de secol XIX Școală: Școala modernă românească Dimensiuni: L: 350mm; LA: 220 mm Material: ulei pe pânză                                                                                             | Compus într-o manieră ușor clasică, portretul se evidențiază prin lumina de clar-obscur, fundalul închis până la negru, ce învaluie personajul într-o atmosferă intimă și sentimentală. Camașa albă de port popular este redată prin pete largi de griuri colorate, înviorate de câteva tușe de culoare roșie ce sugerează o podoabă în jurul gâtului. Aceste elemente contrastează în mod expresiv cu maniera potolită, ușor clasicizantă a redarii portretului și fundalului. | Muzeul de Artă, Tulcea                                       | Cimec    |
|      | Interior de pădure Barbizon Autor: Grigorescu, Nicolae                               | Datare: 1900 Școală: Școala modernă românească Dimensiuni: L: 240 mm; LA: 150 mm Material: ulei pe lemn | Peisajul se compune pe axa centrală a unui trunchi de copac în interiorul unei păduri înverzite, evidențiat la bază prin accente de negru și griuri reci, contrastând cu fundalul verde cald al interiorului de pădure. Trunchiul copacului se înalță pe plan vertical până la ieșirea din pagină despletind câteva ramuri abia schițate. Tușa este fragmentată, juxtapusă în pete mici de culoare, caracteristică impresionismului. | Muzeul de Artă, Tulcea                                       | Cimec    |
|      | Cap de copil Autor: Paciurea, Dimitrie                                               | Datare: 1908 Școală: Școala modernă românească Dimensiuni: Î: 300 mm; LA: 200 mm; A: 190 mm Material: bronz, turnare, șlefuire                                                                                      | Portret compozițional, de copil, cu capul ușor lăsat pe spate și susținut de o mână de femeie. Modelajul bazei sugerează un drapaj. Figura copilului este senină, surâzătoare. Modelaj impresionist. Inscripționată: "Turnătoria V V Rascanu Comb. Buc. 1908". Semnată la bază, în lateral dreapta: "D. Paciurea". | Muzeul de Artă, Tulcea                                       | Cimec    |
|      | Bătrână între două fete Autor: Brauner, Victor                                       | Datare: Începutul sec. XX Școală: Școală modernă românească Dimensiuni: L: 70 cm., LA: 100 cm. Material: ulei pe carton                                                                                             | Compoziție cu trei personaje, o bătrână între două fete, într-o nuditate discretă, așezate într-o poziție simbolică, crescătoare, sugerînd trei perioade evolutive, trei vârste. Pe fundalul brun-roșcat, o dungă luminoasă de galben leagă într-un arc dinamic cele trei personaje, sfârșindu-și traseul în haloul unei lumânări așezate în stânga. Personajele au trăsături stilizate în forme și linii simple, armonioase. Culoarea carnației, a ochilor, a părului, sunt nuanțate potrivit fiecărei vârste. | Institutul de Cercetări Eco-Muzeale „Gavrilă Simion”, Tulcea | Cimec    |
|      | Adam și Eva Autor: Brauner, Victor                                                   | Datare: 1923 Școală: Școală modernă românească Dimensiuni: L: 70 cm., LA: 100 cm. Material: ulei pe carton | Compoziție cu două personaje biblice, Adam și Eva, înfățișate într-o nuditate discretă, bust frontal. Eva este aplecată cu capul pe umărul lui Adam, având în mâna stângă mărul - element simbolic. În fundal într-o cromatică de verde și albastru, formele dinamice și ascuțite ale frunzelor plasează cele două personaje în cadrul unei grădini. Simplitatea expresivă a gesturilor, a portretelor, a ochilor, participă la conturarea simbolismului cuplului promordial. Semnat și datat dreapta jos cu negru: "V.B. 1923". | Institutul de Cercetări Eco-Muzeale „Gavrilă Simion”, Tulcea | Cimec    |
|      | Muncitoare (față); Cavalerul trac (verso) Autor: Brauner, Victor                     | Datare: 1923 Școală: Școală modernă românească Dimensiuni: L: 98 cm., LA: 69,5 cm. Material: ulei pe carton | Personaj feminin în interior suprarealist, cu forme stilizate în maniera cubismului analitic. Spațiul închis al interiorului cu intrări și ferestre negre, deformate, fără perspectivă, se apleacă cu greutate în jurul siluetei firave și contorsionate a personajului. Compoziția este susținută de o cromatică sobră, grizată și o dominantă rece de albastru și violet, accentuând expresivitatea interiorului. Pe verso este lucrată lucrarea "Cavalerul trac". | Institutul de Cercetări Eco-Muzeale „Gavrilă Simion”, Tulcea | Cimec    |
|      | Portretul lui X (față) ; Portretul lui Ilarie Voronca (verso) Autor: Brauner, Victor | Datare: Începutul sec. XX Școală: Școală modernă românească Dimensiuni: L: 71 cm., LA: 53 cm. Material: ulei pe carton                                                                                              | Portret, figură necunoscută, cu trăsături expresive, ascuțite și pătrunzătoare, este compus într+un spațiu de forme volumetrice rotunjite, dispuse într-un evantai de planuri succesive. Planurile cu linii curbe sunt ordonate într-un aranjament concentric ce învăluie portretul, sugerând interiorizarea peisajului, alături de care culoarea joacă un rol simbolic. Verdele, albastrul și roșul sunt așezate în tușe cu sensuri ordonate și treceri valorice de la închis la deschis. Lucrare cu față dublă: pe spate portretul lui Ilarie Voronca. Semnat în stânga jos cu negru:"VB". | Institutul de Cercetări Eco-Muzeale „Gavrilă Simion”, Tulcea | Cimec    |
|      | Ilarie Voronca (față) ; Portretul lui X (verso) Autor: Brauner, Victor               | Datare: Începutul sec. XX Școală: Școală modernă românească Dimensiuni: L: 53 cm., LA: 71 cm. Material: ulei pe carton                                                                                              | Poetul Ilarie Voronca este înfățișat ca un tânăr în costum negru, de o anume sobrietate, expresia ochilor migdalați transfigurându-l într-o lume personală. Pe frunte, pe obraz și în fundal sunt inscriptate compoziții abstracte, simbolice sau cu personaje. Fundalul este compus pe suprafețe mari, decorative, cu prețioase acorduri și treceri valorice ale unei cromatici de roșu, ocru-galben și albastru. Lucrare cu față dublă: pe spate "Portretul lui X". | Institutul de Cercetări Eco-Muzeale „Gavrilă Simion”, Tulcea | Cimec    |
|      | Cavalerul trac (față); Muncitoare (verso) Autor: Brauner, Victor                     | Datare: Începutul sec. XX Școală: Școală modernă românească Dimensiuni: L: 98 cm., LA: 69,5 cm. Material: ulei pe carton                                                                                            | Compoziție cu un personaj, nud de bărbat, așezat într-o poziție semi-îngenunchiată, cu o mână pe genunchi sprijinindu-și capul și cealaltă susținând cu un gest de eleganță și grație verticalitatea sabiei. Personajul este sintetizat în forme simple, cu extremități colțuroase și bine proporționate, amintind de hieratismul și monumentalitatea artei egiptene. Fundalul este tratat decorativ, pe suprafețe mari, sugerând un spațiu simbolic cu elemente cosmice, redat prin îmbinări cromatice cu treceri de la albastru, violet, roșu brun și galben. Lucrare cu față dublă: pe spate "Muncitoare". | Institutul de Cercetări Eco-Muzeale „Gavrilă Simion”, Tulcea | Cimec    |
|      | Băiatul cu ulciorul Autor: Brauner, Victor                                           | Datare: 1923 Școală: Școală modernă românească Dimensiuni: L: 74,5 cm., LA: 68,7 cm. Material: ulei pe carton | Portret compozițional, bust de băiat, în interior. Personajul este înfățișat într-un semiprofil, gol, evidențiindu-se trăsăsturile expresive, firave, cu mâinile uor alungite, cu capul închlinat și cu privirea visătoare. În interiorul camerei, fundalul este decoarat cu o perdea, o masă cu un ulcior, iar în partea de jos, colțul patului dă o greutate compoziției. Interiorul este aerisit de umbrele grele ale obiectelor, folosind o cromatică deschisă cu alb, în nuanțe de ocru, albastru și oranj. Lucrarea este stilizată într-o manieră dadaistă, cu forme precis conturate, cu linii plastice și dinamice ce personalizează fiecare obiect. Semnat stânga sus cu negru: "V.B./ 1923". | Institutul de Cercetări Eco-Muzeale „Gavrilă Simion”, Tulcea | Cimec    |
|      | Cortegiu Autor: Brauner, Victor                                                      | Datare: Începutul sec. XX Școală: Școală modernă românească Dimensiuni: L: 98 cm., LA: 69,5 cm. Material: ulei pe carton lipit pe pânză                                                                             | Compoziție simbolică cu două personaje dispuse în șir, împreună cu alte elemente de peisaj: un copac, o clădire, ce traversează diagonala lucrării. Liniile ondulate ale peisajului suprarealist, volumetria redată prin trecerile valorice de la lumină la umbră ale albastrului, forma ascuțită a umbrelor strivesc sub greutatea lor siluetele personajelor. Peisajul susține prin frământările și dinamica lui mișcările greoaie ale personajelor. În dreapta sus un soare crepuscular înviorează cromatica rece a peisajului. Semnat stânga jos cu negru: "V.B." | Institutul de Cercetări Eco-Muzeale „Gavrilă Simion”, Tulcea | Cimec    |
|      | Balcic Autor: Brauner, Victor                                                        | Datare: Începutul sec. XX Școală: Școală modernă românească Dimensiuni: L: 44 cm., LA: 23 cm. Material: ulei pe carton                                                                                              | Peisaj panoramic înfățișând dealuri abrupte ce înconjoară marginile orașului Balcic. Cele câteva case mărginașe și copacii ce le înconjoară sunt priviți dintr-un unghi larg, de sus în jos, redându-i monumentalitatea peisajului. Pe dealuri, un drum șerpuit duce către oraș. Tușele mai accentuate ale acoperișurilor și copacilor, de verde și brun-roșcat, delimitează linia de orizont a peisajului. Cerul în tonuri de albastru deschis și griuri este încărcat de nori albi vibrați în nuanțe cromatice subtile. Cromatica este armonioasă datorită griurilor colorate ce se regăsesc pe toată suprafața picturală. | Institutul de Cercetări Eco-Muzeale „Gavrilă Simion”, Tulcea | Cimec    |
|      | Portret de femeie                                                                    | Datare: Începutul sec. XX Școală: Școală modernă românească Dimensiuni: L: 75 cm., LA: 51 cm. Material: hârtie, ulei hârtie lipită pe carton                                                                        | Portret de femeie bust, în vedere frontală, este îmbrăcată în bluză roșie și cu părul scurt. Trăsăturile portretului sunt foarte expresive prin gest, asimetrie și stilizare, influențată de meniera cubistă. Fundalul este tratat prin tușe largi și spontane și evidențiază personajul prin contrast închis-deschis. În dreapta sus se mai află un portret care se vede pe jumătate. Cromatica este vie, roșul, albastrul și galbenul se exaltă reciproc, alături de gamele de griuri așezate cu acuratețe. Semnat dreapta jos cu negru: "V.B.". | Institutul de Cercetări Eco-Muzeale „Gavrilă Simion”, Tulcea | Cimec    |
|      | Cântăreață cu lăuta Autor: Aman, Theodor                                             | Datare: Sf. sec. XIX Școală: Pictură modernă românească Dimensiuni: L: 95 cm., LA: 72 cm. Material: ulei pe pânză                                                                                                   | Odalisca, cântând cu lăuta, așezată într-o poziție întinsă, sprijinită de un stâlp specific unei arhitecturi orientale. Personajul iese în evidență prin grația mișcărilor, poziția odihnitoare și realismul prin care sunt redate detaliile veșmintelor. În plan secundar în umbra clar-obscurului se mai află o siluetă feminină ținând o tavă și îndreptându-se către un spațiu deschis al unei terase de unde se vede un peisaj cu case înalte. Elemente precum un șal căzut lângă odaliscă, o oglindă și culorile vii ale veștmintelor înviorează gamele de brun ale clar-obscurului. Semnat stânga jos cu roșu "Aman". | Institutul de Cercetări Eco-Muzeale „Gavrilă Simion”, Tulcea | Cimec    |
|      | Balerina Autor: Brauner, Victor                                                      | Datare: Sec. XX Școală: Pictură modernă românească Dimensiuni: L: 64,2 cm., LA: 48,5 cm. Material: carton îngălbenit, timbru sec imprimat lateral stânga, pe verticală, sus și jos KATASTRON; acuarelă, tuș, creion | Imagine conceptuală reprezentând colajul părților corpului uman realizat decorativ, în mișcare de dans tematic. Figura prezintă o splendidă coerență a mișcării deși parțile nu sunt integrate organic. Personajul feminin execută un dans magic de parcă ar fi însoțită de o muzică de mare taină. Dansatoarea ar putea întrupa ideograma dansului însuși, a unui dans oriental în care abdomenul - figurat ca un cap - reprezintă sulfetul mișcării. Corpul este sugerat prin forme curbe pictate în degradeuri de acuarelă: părul - galben, descrie un arabesc pe un cap care suflă din gură o flacără roșie, magică, brațele - albastru, picioarele - brun, pantofii - negru și verde. Carton îngălbenit, timbru sec imprimat lateral stânga, pe verticală, sus și jos KATASTRON; acuarelă, tuș, creoin. | Institutul de Cercetări Eco-Muzeale „Gavrilă Simion”, Tulcea | Cimec    |

## Fond
| Foto | Informații generale                                                           | Detalii tehnice | Descriere | Deținător                                                    | Legături |
| ---- | ----------------------------------------------------------------------------- | --- | --- | ------------------------------------------------------------ | -------- |
|      | Compoziție în verde / Peisaj imaginar Autor: Iancu, Marcel                    | Datare: 1968 Școală: Școală contemporană românească Dimensiuni: L: 37,7 cm; La: 52,9 cm Material: monotip colorat pe hârtie albă groasă cu filigran                                       | Imaginea intitulată "Paradis perdu" este inspirată dintr-un peisaj transfigurat, cu forme abstracte geometrizate. Lucrarea este dominată de contrastul complementarelor: roșu-verde, oranj-albastru, galben-violet. Verdele străbate tot fundalul lucrării iar celelalte culori delimitează formele unui peisaj imaginar. Centrul de interes este o formă care respectă structura albă a hârtiei cu un contur gri. Inscripție sub desen, cu grafit, în stânga: Paradis perdu; la mijloc: Epreuve d'artiste. Lucrarea este semnată și datată dreapta jos, cu grafit: Marcel lanco 1968. | Muzeul de Artă, Tulcea                                       | Cimec    |
|      | Compoziție în roșu / Peisaj imaginar Autor: Iancu, Marcel                     | Datare: 1969 Școală: Școală contemporană românească Dimensiuni: L: 38 cm; La: 52,9 cm Material: monotip colorat pe hârtie albă groasă cu filigran                                         | Imaginea intitulată "Algazi 2 Grumer" este inspirată dintr-un peisaj transfigurat, cu forme abstracte geometrizate. Lucrarea este dominată de culorile roșu cărămiziu, galben, negru, gri. Griul străbate trei sferturi din fundalul lucrării, de la bază înspre registrul superior. în partea superioară, în zona cerului, se află un galben cadmiu care străbate toată lungimea cadrului. În extremitatea de sus este inscripționată o grafie indescifrabilă. În centrul de interes, între două forme viu colorate cu roșu cărămiziu, se află o formă dinamică, de culoare galben citron, cu conturul gri. Inscripție sub desen, cu grafit, în stânga: Algazi 2 Grumer; la mijloc: Epreuve d'artiste. Lucrarea este semnată și datată dreapta jos, cu grafit: Marcel lanco 1968. | Muzeul de Artă, Tulcea                                       | Cimec    |
|      | Țărancă pe drum Autor: Grigorescu, Nicolae                                    | Datare: începutul sec. XX Școală: Școală modernă românească Dimensiuni: L: 545 mm; LA: 653 mm Material: ulei pe pânză                                                                     | Lucrarea reprezintă o țărancă pe un drum de țară, centru de interes al picturii. Drumul este împrejmuit de frunzișuri de nuanțe verde, ocru și griuri colorate. La orizont, în îndepărtare, se află o căsuță albă, niște căpițe, o siluetă și o fântână. Țărăncuța are o broboadă și o cămașă albă cu mâneci lungi. De la brâu în jos poartă o fotă roșie dedesubtul căreia atârnă cămașa albă. Personajul, cu mâinile împreunate la nivelul pieptului, pășește cu picioarele goale. Cerul este de un albastru-gri. Compoziția conferă lucrării un mare echilibru atât formal, cât și cromatic. Lucrarea este semnată dreapta jos, cu roșu, Grigorescu. | Muzeul de Artă, Tulcea                                       | Cimec    |
|      | Portret de femeie Autor: Grigorescu, Nicolae                                  | Datare: sfârșitul sec. XX Școală: Școală modernă românească Dimensiuni: L: 328 mm; LA: 245 mm Material: ulei pe pânză                                                                     | Poetretul reprezintă un bust de femeie, cu obrajii îmbujorați și cu privire oacheșă. Lucrarea este bine așezată în pagină iar maniera de lucru se aseamănă perioadei de clar-obscur. Personajul, având câteva suvițe de păr atârnând neglijent pe obraz, poartă pe cap o bentiță albastră. Ea are o haină de nuanță închisă iar pe decolteu se întrezărește o cămașă albă. Fundalul este închis iar privirea femeii denotă o atitudine vicleană. Lucrarea este semnată stânga jos, cu roșu: Grigorescu. | Muzeul de Artă, Tulcea                                       | Cimec    |
|      | Peisaj de țară Autor: Grigorescu, Nicolae                                     | Datare: începutul sec. XX Școală: Școală modernă românească Dimensiuni: L: 348 mm; LA: 622 mm Material: ulei pe lemn                                                                      | Lucrarea reprezintă un drum într-un peisaj de șes cu câțiva copaci diseminați. La orizont de întrezăresc dealuri încețoșate ce par a se contopi cu cerul. În registrul inferior culorile evoluează de la nuanțe de ocru, griuri colorate și verde; în cel superior se disting nuanțe de violet, albastru și alb. Peisajul transmite o atmosferă toridă și o stare de liniște. Lucrarea este semnată dreapta jos, cu roșu: Grigoresco. | Muzeul de Artă, Tulcea                                       | Cimec    |
|      | Vas cu flori galbene Autor: Pallady, Theodor                                  | Datare: sec. XX Școală: Școală modernă românească Dimensiuni: L: 810 mm; LA: 562 mm Material: ulei pe pânză                                                                               | Lucrarea reprezintă o natură statică cu centrul de interes un vas cu flori galbene. Lucrurile sunt savant așezate în fața unei oglinzi în perspectivă ce reflectă anumite aspecte ale obiectelor. Artistul pune în acord mari suprafețe colorate. Culorile calde au textura foarte vibrată în opoziție cu cele reci care iradiază o anume liniște. Culorile evoluează de la albastru deschis, violet, brun-roșcat, galben și nuanțe de verde. | Muzeul de Artă, Tulcea                                       | Cimec    |
|      | Natură statică Autor: Pallady, Theodor                                        | Datare: 1928 Școală: Școală modernă românească Dimensiuni: L: 550 mm; LA: 460 mm Material: ulei pe carton                                                                                 | Distribuția lucrurilor pe verticală și în diagonală asigură un echilibru atât formal, cât și cromatic. Dialogul cromatic între cartea așezată pe masă și fundal, este intersectat de centrul de interes ce-l reprezintă vasul verde cu flori. Compoziția esențială este așezată într-o formă piramidală. Culorile sunt ceva mai saturate iar textura foarte vibrată. Culorile evoluează de la roșu, albastru, violet, ocru, verde și griuri colorate. Contrastele cromatice sunt: închis-deschis și complementar. Lucrarea este semnată cu crionul în stânga; datată [1]928. | Muzeul de Artă, Tulcea                                       | Cimec    |
|      | Interior Autor: Petrașcu, Gheorghe                                            | Datare: sec. XX Școală: Scoala modernă românească Dimensiuni: L: 257 mm; LA: 364 mm Material: ulei pe carton                                                                              | Lucrarea reprezintă colțul unui interior rustic cu un pat în prim-plan încărcat de perne. Mobilierul este acoperit de o scoarță țărănească cu dominanta roșie ce atârnă până jos. În colțul din dreapta jos se întrezărește un covor de podea. Registrul superior este încărcat de tablouri pe un perete ocru. Obiectele sunt viguros conturate cu negru. Textura tabloului este încărcată de linii oblice ce se intersectează cu o mare forță expresivă. Lucrarea este semnată dreapta jos, cu albastru de Prusia: G. Petrașcu. | Muzeul de Artă, Tulcea                                       | Cimec    |
|      | Malul Dunării Autor: Petrașcu, Gheorghe                                       | Datare: 1916 Școală: Scoala modernă românească Dimensiuni: L: 210 mm; LA: 458 mm Material: ulei pe carton                                                                                 | Lucrarea reprezintă un peisaj cu fluviul Dunărea. Registrul de jos este delimitat de mal, care formează un triunghi dreptunghic cu marginea inferioară a tabloului. De-a lungul țărmului, de la stânga la dreapta, se disting două personaje, două bărci și un copac ce se înalță spre cer. Al doilea registru este dominat de albastrul închis al apei linistite pe care plutește spre dreapta o ambarcațiune cu velă. Cerul, de un albastru mai deschis, este delimitata la orizont de conturul unui peisaj molcom. Culorile dominante sunt: ocru, brun, albastru, verde, negru, alb și accente de roșu. Lucrarea este semnată și datată dreapta jos, cu negru: G. Petrașcu [1]916. | Muzeul de Artă, Tulcea                                       | Cimec    |
|      | Vilă la Techirghiol Autor: Petrașcu, Gheorghe                                 | Datare: 1934 Școală: Scoala modernă românească Dimensiuni: L: 186 mm; LA: 260 mm Material: ulei pe carton                                                                                 | Lucrarea reprezintă în peisaj arhitectonic, o vilă într-o atmosferă de vară. În prim plan este un teren viran în culori cu nuanțe de verde, roșu și brun. În al doilea registru, într-o compoziție piramidală, seînalță o vilă cu fațetele supuse unui joc de lumină și umbră. Cerul este de un albastru aproape senin. Culorile așternute cu forță, evoluează de la brun, roșu, verde, albastru, alb și ocru. Lucrarea este semnată și datată dreapta jos, cu albastru ultramarin: G. Petrașcu [1]934. | Muzeul de Artă, Tulcea                                       | Cimec    |
|      | Bujori Autor: Petrașcu, Gheorghe                                              | Datare: 1923 Școală: Scoala modernă românească Dimensiuni: L: 753 mm; LA: 952 mm Material: ulei pe pânză                                                                                  | Lucrarea reprezintă un buchet de flori, iar metaforic un jet cromatic de alburi, roșu, verde, brunuri, griuri colorate încremenite. Artistul conferă culorilor o anumită rugozitate, o rigiditate de lave coagulate. Zonele de lumină nu sunt purtate. Ele iradiază din materie. Distribuția formelor și a cromaticii este savant orchestrată conferind lucrării o mare forță și echilibru. Lucrarea este semnată stânga jos, cu negru; datată 1923. | Muzeul de Artă, Tulcea                                       | Cimec    |
|      | Peisaj marin Autor: Petrașcu, Gheorghe                                        | Datare: 1934 Școală: Scoala modernă românească Dimensiuni: L: 242 mm; LA: 350 mm Material: ulei pe carton                                                                                 | Lucrarea reprezintă un peisaj panoramic marin. Registrul inferior, un deal întunecat cu vegetație rarificată, este locul ales de artist pentru a privi marea. În al doilea registru șerpuiește o bandă de nisi auriu pe care se observă câteva personaje. În imediata vecinătate este o mare întindere de apă cu subtilă varietate cromatică de nuanțe: albastru-verzui până la violet-albăstrui la orizont.cerul de un albastru mai deschis, mult mai vibrat, ocupă o porțiune mai mică a tabloului. Culorile așternute viguros variază de la brun închis și roșcat, ocru, albastru-verzui, ultramarin și ceruleum. Lucrarea este semnată și datată stânga jos, cu negru, G. Petrașcu [1]934. | Muzeul de Artă, Tulcea                                       | Cimec    |
|      | Femei la scăldat Autor: Petrașcu, Gheorghe                                    | Datare: sec. XX Școală: Scoala modernă românească Dimensiuni: L: 504 mm; LA: 650 mm Material: ulei pe pânză                                                                               | Lucrarea reprezintă două femei la scăldat pe coastele unei faleze ce se întinde arcuit spre orizont. Dinamismul valurilor este bine aspectat și compensat cu zonele luminoase ale hainelor sumare purtate de cele două pesonaje. Coloritul este auster evoluând de la nuanțele de albastru, ocruri și brunuri. Lucrarea este semnată stânga jos, cu negru: G. Petrașcu. | Muzeul de Artă, Tulcea                                       | Cimec    |
|      | Bâlci la Pârșcoveni Autor: Maniu-Mützner, Rodica                              | Datare: sec. XX Școală: Scoala modernă românească Dimensiuni: L: 1535 mm; LA: 905 mm Material: ulei pe pânză                                                                              | Lucrarea ne prezintă grupuri de femei, așezate ritmic, pe vertical, descriind un semicerc la baza tabloului, fenomen ce se repetă și în registrul superior. Personajele sunt elegant îmbrăcate, cu haine lungi, în culori pastelate. Registrul superior, ce cuprinde o treime din lucrare, este tulburat doar de pânzele ce protejează tarabele din partea dreaptă a lucrării. Culorile evoluează de la griuri colorat, rozuri, nuanțe de alburi, brunuri și albastru. Semnat dreapta jos, cu negru, R Maniu. | Muzeul de Artă, Tulcea                                       | Cimec    |
|      | Portret de barbat (Portret realist) Autor: Maxy, Hermann Max                  | Datare: 1915 Școală: Școală modernă românească Dimensiuni: L: 450 mm; LA: 290 mm Material: ulei pe pânză                                                                                  | Portret de barbat cu pălărie, îmbrăcat în costum, purtând la gât o eșarfă ce iese de sub sacou. Tratarea portretului este realistă urmărind îndeaproape redarea trăsăturilor individuale ale modelului, nuanța brună a tenului, expresia atentă a ochilor, arcuirea expresivă a sprâncenelor. Tușele sunt mici, așezate cu moderație într-un contrast cald-rece de ocru și brun cu treceri nuanțate de verde. Pălăria verde și fundalul albastru închis aduc în evidență nuața caldă a portretului. Semnată în dreapta jos cu oranj "Maxy 1915". | Muzeul de Artă, Tulcea                                       | Cimec    |
|      | Construcție (compoziție abstractă) Autor: Maxy, Hermann Max                   | Datare: a doua jumatate a sec. XX Școală: Școală contemporană românească Dimensiuni: L: 945 mm; LA: 650 mm Material: tehnică mixtă; colaj                                                 | Compozitie abstracta, decorativa cu forme geometrice aplicate. Elementele compozitiei sunt așezate intr-un ritm crescator de la baza în sus, legate prin intersecții și elemente simetrice, bare sau linii semicirculare. Suprafețele prezintă texturi diferite redate prin efecte cromatice, poleire sau materiale aplicate, carton, lemn. Dominanta cromatică este rece, albastrul, armonizându-se cu contraste de complemantare roșu-verde și galben violet. Semnat in dreapta jos cu negru „M.H.Maxy”. | Muzeul de Artă, Tulcea                                       | Cimec    |
|      | Portret de mulatră Autor: Tonitza, Nicolae                                    | Datare: prima jumatate a sec. XX Școală: Școală modernă românească Dimensiuni: L: 705 mm; LA: 50 mm Material: ulei pe carton                                                              | Opera reprezintă un bust de femeie cu pielea măslinie și părul negru, aflată într-o ipostază de îngândurare. Capul este ușor aplecat spre stânga. Fundalul este pestriț cu motive florale decorative, la fel ca mantia ce drapează umărul și brațul drept al femei. Fâșia de pânză înconjoară trupul lăsând să se vadă sânul și brațul stâng. Modelul, desprins de fundal cu evidente contururi modulate, poartă la gât două șiruri de mărgele de culoare neagră și verde. Lucrarea iradiază o profundă stare meditativă. Cromatica cu câteva accente de verde, albastru și roșu este în general compusă din brunuri și nuanțe calde de ocruri. Lucrarea este semnată stânga jos, cu brun Tonitza. | Muzeul de Artă, Tulcea                                       | Cimec    |
|      | Spate de femeie (Femeie citind) Autor: Tonitza, Nicolae                       | Datare: prima jumatate a sec. XX Școală: Școală modernă românească Dimensiuni: L: 595 mm; LA: 494 mm Material: ulei pe carton                                                             | Compoziția reprezintă spatele unei femeie care poartă pe cap un batic roșu și e îmbrăcată cu o bluză ocru-portocalie. Modelul, citind o carte, este așezat pe un fotoliu cu spătarul ornamentat cu motive decorative de nuanțe inchise. În dreapta, deasupra umărului femeii, se întrezăresc câteva cărți suprapuse. Femeia este așezată în partea dreaptă a tabloului, ușor aplecată spre stânga. Cromatica evoluează de la brunuri, diferite nuanțe de ocruri și roșu. Lucrarea este semnată stânga sus, cu brun "Tonitza". | Muzeul de Artă, Tulcea                                       | Cimec    |
|      | Spate de femeie (Femeie nudă) Autor: Tonitza, Nicolae                         | Datare: prima jumatate a sec. XX Școală: Școală modernă românească Dimensiuni: L: 400 mm; LA: 300 mm Material: ulei pe pânză                                                              | Spatele de femeie este redat monumental până la nivelul bustului. Femeia poartă pe cap un batic bine legat. Figura este puternic luminată într-un clar-obscur, în contrast cu fundalul. Artistul redă cu mare sensibilitate carnația, cu treceri subtile de nuanțe cromatice de ocruri. Capul, puțin aplecat, este orientat spre marginea stângă a tabloului într-o ipostază de meditație. Axulul gâtului spre umărul drept pare a forma un triunghi cu direcția privirii spre umărul stâng. Lucrarea este semnată dreapta sus, cu negru "Tonitza". | Muzeul de Artă, Tulcea                                       | Cimec    |
|      | Portret de copil Autor: Sava, Henția                                          | Școală: Școală modernă românească Dimensiuni: L: 570 mm; LA: 470 mm Material: ulei pe pânză                                                                                               | Portret de copil, vedere frontală, este realizat într-o lumină clar-obscur. Tratarea realistă cu treceri și acorduri fine de culoare, încărcată de brun, este caracteristică perioadei neoclasic-academistă a picturii românești de sec. XIX . Atmosfera este intimă și discretă, artistul insistând asupra redării și evidențierii trăsăturilor psihologice ale modelului. | Muzeul de Artă, Tulcea                                       | Cimec    |
|      | Portret de femeie (profil de femeie) Autor: Sava, Henția                      | Școală: Școală modernă românească Dimensiuni: L: 620 mm, LA: 475 mm Material: ulei pe pânză                                                                                               | Portret de femeie, văzut din profil, compus în spațiul pictural al unui ovoid. Tratarea realistă cu treceri și acorduri foarte fine de culoare, încărcată de brun, este caracteristică perioadei neoclasic-academistă a picturii românești de sec. XIX. Atmosfera este intimă și discretă, o mare atenție fiind acordată redării și evidențierii trăsăturilor psihologice ale modelului, veșmintelor fine și accesoriilor. | Muzeul de Artă, Tulcea                                       | Cimec    |
|      | Vase pe canal (peisaj cu vase) Autor: Theodorescu-Sion, Ion                   | Datare: prima jumatate a sec. XX Școală: Școală modernă românească Dimensiuni: L: 350 mm; LA: 460 mm Material: ulei pe carton                                                             | Lucrarea de factură postimpresionistă înfățișează un peisaj cu vase pe canal. Spațiul pictural este aerisit de zonele ușor vibrate ale cerului și apei prin tușe largi și fluide. Peisajul este redat prin nuanțări fine ale culorilor locale, verde, roșu cu ocru și albastru violaceu, acordându-se unei viziuni realiste și temperate. | Muzeul de Artă, Tulcea                                       | Cimec    |
|      | Valea Șușiței (peisaj cu râu) Autor: Theodorescu-Sion, Ion                    | Datare: început de secol XX Școală: Școală modernă românească Dimensiuni: L: 450 mm; LA: 550 mm Material: ulei pe carton                                                                  | Peisajul este compus de pe malul unui râu, cuprinzând ca elemente de peisaj un poduleț ce leagă două maluri mai înalte, pădurea într-un plan secundar și muntele în plan depărtat. Lumina intensă conferă străluciri de smalțuri fiecărui element de peisaj, efect susținut de o dominantă cromatică rece de albastru, verde și violet. Malurile, muntele, cerul sau pădurea sunt construite într-o viziune monumentală și decorativă, frământate de o tușă și un desen grafic. | Muzeul de Artă, Tulcea                                       | Cimec    |
|      | Bărci pe mare (Peisaj cu bărci) Autor: Theodorescu-Sion, Ion                  | Datare: început de secol XX Școală: Școală modernă românească Dimensiuni: L: 460 mm; LA: 540 mm Material: ulei pe carton                                                                  | Peisajul se compune pe o plajă la mare, unde avem în prim plan câteva bărci singuratice, înguste și alungite și o structură din câteva bețe. Lumina puternică ce se reflectă în nisipul plajei, contrastează puternic cu tonurile de negru violaceu ale bărcilor. Apa și cerul sunt redate prin tonuri nuanțate de griuri violacee și albastru, învăluind cu o anumită greutate lumina caldă a plajei de ocru deschis. Desenul și culoarea se conformează unei descrieri mai realiste a peisajului, concentrând atenția asupra redării bărcilor într-o atmosferă intimă, pe care o emană lumina în spațiul vast și deschis al plajei. | Muzeul de Artă, Tulcea                                       | Cimec    |
|      | Portret de lipoveancă Autor: Theodorescu-Sion, Ion                            | Datare: început de secol XX Școală: Școală modernă românească Dimensiuni: L: 450 mm; LA: 340 mm Material: ulei pe carton                                                                  | Portret de lipoveancă în peisaj. Vederea frontală, conferă personajului o stabilitate eternă într-o viziune monumentală. Suprafețele picturale sunt tratate decorativ, în tonuri subtile și apropiate de albastru și ocru, iar veșmintele în alăturări exaltate de roșu, verde și galben. Personajul portretizat are în spatele său un peisaj de câmpie. Portretul de o expresie senină și liniștită este înfășurat până peste umeri, de un șal albastru cu decorații florale în verde și roșu. Lumina difuză eliberează formele de umbre, iar desenul armonios și echilibrat leagă suprafețele decorative într-o imagine expresivă și unitară. | Muzeul de Artă, Tulcea                                       | Cimec    |
|      | Compoziție cu țărănci Autor: Theodorescu-Sion, Ion                            | Datare: început de secol XX Școală: Școală modernă românească Dimensiuni: L: 460 mm; LA: 540 mm Material: ulei pe carton                                                                  | Compoziție cu personaje așezate în peisaj. În partea dreaptă se află un grup de femei stând în picioare, iar în stânga un alt grup odihnindu-se. Elementele de peisaj și personajele sunt redate printr-un desen ce conturează precis formele, culoarea vibrează în sensuri ordonate într-o multiplă varietate cromatică pe suprafețele picturale, câmpul în tonuri de oranj, galben și roșu violaceu, trunchiurile de copaci în violet și roșu iar zonele înfrunzite în tonuri de verde și albastru. | Muzeul de Artă, Tulcea                                       | Cimec    |
|      | Târg dobrogean (Peisaj din Balcic) Autor: Iser, Iosif                         | Datare: Sec. XX Școală: Școală modernă românească Dimensiuni: L: 462 mm.; LA: 608 mm. Material: guașă pe carton                                                                           | Peisajul de târg înfățișează în prim plan personaje în straie sărbătorești care se plimbă pe stradă centrală. Lateral târgoveți cu cai și căruțe așteaptă cumpărătorii. În plan median sunt case impunătoare și o vegetație bogată. În registrul superior se întinde un cer impunător cu nuanțe de albastru. Lucrarea monumentală este zugrăvită în ritm alert, foarte vibrat și cu o mare bogăție cromatică: galben, brunuri, verde, griuri colorate și câteva accente de roșu. Lucrarea este semnată dreapta jos, cu albastru ISER; nedatată. | Muzeul de Artă, Tulcea                                       | Cimec    |
|      | Tăietorii de lemne Autor: Iser, Iosif                                         | Datare: 1919 Școală: Școală modernă românească Dimensiuni: L: 250 mm.; LA: 285 mm. Material: cărbune pe hârtie ocru lipită pe carton subțire                                              | Scena reprezintă doi bărbați, ușor aplecați, din profil spre dreapta, tăind cu ferestraie lemne pentru foc. Materialul de tăiat este sprijinit pe capre de lemn. Pe jos se găsesc adunate bucăți de lemne tăiate. Cele două personaje poartă pălării, cămăși cu mânecile suflecate și pantaloni lungi. Linia desenului este alertă și modulată aidoma unei schițe. Pe alocuri sunt câteva accente de hașuri pentru a delimita zonele de umbră. Lucrarea este semnată și datată dreapta jos, cu creion ISER / 1919. | Muzeul de Artă, Tulcea                                       | Cimec    |
|      | Bătrâni la cafenea (Interior cu personaje) Autor: Iser, Iosif                 | Datare: 1937 Școală: Școală modernă românească Dimensiuni: L: 392 mm.; LA: 485 mm. Material: guașă vernisată pe hârtie lipită în partea superioară pe carton                              | Compoziție monumentală cu doi turci așezați pe scaune în jurul unei mese, parcă trăgând concluziile unor discuții purtate anterior cu alții doi interlocutori ce au eliberat scaunele din primul plan. Compoziția este în trei registre cromatice: părțile de jos si de sus sunt de culoare ocru-deschis iar zona mediană mai întunecată. Personajul din dreapta, îmbrăcat într-o haină gri-deschis, aplecat asupra mesei, este mai avântat în discuție cu o atitudine ce schițează un dinamism vibrant. Bătrânul din stânga, așezat lângă o găleată, poartă o vestă neagră peste o cămașă gri-închis, având la gât un fular de culoare deschisă. El pare a asculta îngândurat cu o statură dreaptă și mai rigidă. Amândouă personajele poartă pe cap fesuri. Culorile evoluează de la ocru-galben, brunuri la verde și albastru grizat. Registrul superior al lucrării este mai vibrat. Lucrarea este semnată și datată dreapta jos, cu negru ISER [19]37. | Muzeul de Artă, Tulcea                                       | Cimec    |
|      | Ajunge! Temă moralizatoare Autor: Iser, Iosif                                 | Datare: Sec. XX Școală: Școală modernă românească Dimensiuni: L: 385 mm.; LA: 460 mm. Material: cărbune pe hârtie albă groasă                                                             | Compoziția este formată din două personaje, mamă și copil, surprinși într-o ipostază dramatică. Imaginea mamei până la bust ocupă fundalul tabloului. Are mâinile ridicate la nivelul umerilor iar palmele sunt îndreptate spre exterior simulând un protest. Ochii săi cu o expresie ce imploră cerul acceptă resemnați soarta divină. Pe cap poartă o broboadă legată sub bărbie iar trupul este învelit cu o haină cu mânecă lungă și o pelerină. Capul copilului, din profil spre stânga, este protejat de trupul mamei. Cele două capete și palmele se înscriu în traiectoria unei cruci. Contrastele folosite sunt: deschis-închis și închis-deschis. Contururile și faldurile redau structurile unor linii modulate. Verso: studiu de personaj, bust cu mâini, fără cap, în cărbune, pastel. Lucrarea este semnată stânga jos, creion ISER. | Muzeul de Artă, Tulcea                                       | Cimec    |
|      | Turc în peisaj Autor: Iser, Iosif                                             | Datare: Sec. XX Școală: Școală modernă românească Dimensiuni: L: 355 mm.; LA: 510 mm. Material: pensulă și laviu tuș pe carton cașerat pe carton subțire                                  | Lucrarea prezintă în dreapta compoziției, în prim plan, un turc cu turban, cu o ținută specifică, șezând cu un toiag în mâna dreaptă. În plan îndepărtat, în stângă compoziției, ni se înfățișează o moară de vânt și niște forme de relief. Personajul este de o tipologie puternic orientală, cu rezonanțe primitive, redat mai sculptural, într-o formulare sintetică a volumelor. Liniile de construcție sugerează cubismul. Laviurile sunt modulate și întregesc construcția. Lucrarea este semnată central jos, cu negru ISER. | Muzeul de Artă, Tulcea                                       | Cimec    |
|      | Case tătărești (Compoziție cu case) Autor: Iser, Iosif                        | Datare: Sec. XX Școală: Școală modernă românească Dimensiuni: L: 235 mm.; LA: 307 mm. Material: acuarelă pe hârtie groasă                                                                 | Peisaj luminos, cu case în mijlocul naturii, cu nuanțe de verde în registrele inferior și superior. Registrul median ne înfățișează case rustice sărăcăcioase. Registrul superior este brăzdat de trunchiurile întunecate a unor copaci. Casele sunt compuse din două compartimente: cea din stânga, cu scara rezemată de acoperiș și cu un butoi lângă ușă, are în stânga ușii deschise o tătăroaică îmbrăcată în haină roză și fustă neagră; cea din dreapta, ceva mai înaltă, are o fereastră deasupra căreia se întrezăresc șarpantele acoperișului. Toată construcția cu contururi modulate de negru este învăluită de nuanțe diverse catifelate de sepia. Lucrarea iradiază o forța expresivă datorita fermecătoarei modulări cromatice și constructivismul asumat al formelor. Lucrarea este semnată dreapta jos, cu negru ISER; nedatată. | Muzeul de Artă, Tulcea                                       | Cimec    |
|      | Grădină la malul mării (Peisaj de coastă cu personaje) Autor: Mützner, Samuel | Datare: 1933 Școală: Școală modernă românească Dimensiuni: L: 329 mm.; LA: 405 mm. Material: guașă pe carton                                                                              | Lucrarea reprezintă un peisaj în trei registre. Registrul de jos este o grădină, redată cu picturalitatea unor culori suculente, în fața căreia un grup de personaje stau sub un umbrar. Culorile variază de la verde, violet la ocru de diferite nuanțe, brunuri și griuri colorate așternute cu spontaneitate și vibrație cromatică. Cel de-al doilea registru înfățișează o masă întinsă de apă liniștită, de un albastru ceruleum cu irizații de ultramarin, violeturi și ocrul suportului. Al treilea registru reprezintă un relief îndepărtat gri-albăstrui și cerul de culoare deschisă ce pare a se cufunda în apele mării. Lucrarea este semnată și datată stânga jos, cu negru S. Mützner [19]33. | Muzeul de Artă, Tulcea                                       | Cimec    |
|      | Spre ulicioară (Peisaj rural) Autor: Șirato, Francisc                         | Datare: Sec. XX Școală: Școală modernă românească Dimensiuni: L: 262 mm.; LA: 338 mm. Material: pastel pe hârtie albă groasă                                                              | Artistul ne înfățișează o uliță cu case într-un peisaj rural. Copacii și pajiștea de un verde intens indică un peisaj de vară, redat cu un dublu contrast de complementare: albastru-oranj, roșu-verde și nuanțele lor care variază de la griuri colorate până la brunuri. Notațiile de construcție și cromatice fluide sunt sugerate spontan. Lucrarea e impresionantă prin marea sa încărcătură lirică. Armoniile sunt delicate în acest peisaj în care linia și forma se topesc în culoare și lumină. Nesemnată, nedatată. | Muzeul de Artă, Tulcea                                       | Cimec    |
|      | Târg (Piață cu personaje și animale) Autor: Șirato, Francisc                  | Datare: 1917 Școală: Școală modernă românească Dimensiuni: L: 365 mm.; LA: 477 mm. Material: guașă vernisată pe hârtie cașerată pe carton                                                 | Opera artistului reprezintă un târg cu personaje și animale într-un dublu contrast de închis-deschis și complementar oranj-albastru cu dominantă caldă. Atmosfera este incandescentă cu centrul de interes un personaj central având pe cap căciulă și îmbrăcat cu șubă groasă și lungă. Personajele sunt înșirate în registrul central, în picioare sau așezați, cu o ritmicitate echilibrată. În prim plan se întrezăresc înșirate pachete cu mărfuri iar în interior o căruță trasă de boi. Toate personajele, parcă în opoziție cu culorile folosite, poartă bonete ceea ce indică o perioadă rece. Lucrarea este semnată și datată dreapta jos, cu roșu-vermilion Șirato [1]917. | Muzeul de Artă, Tulcea                                       | Cimec    |
|      | Peisaj dobrogean (Peisaj cu case) Autor: Tonitza, Nicolae                     | Datare: Sec. XX Școală: Școală modernă românească Dimensiuni: L: 273 mm.; LA: 345 mm. Material: acuarelă laviu și tuș pensulă pe hârtie subțire albă                                      | Lucrarea ne prezintă un peisaj citadin dobrogean. Construcțiile în stil oriental străjuiesc marea ce se întrezărește la orizont. Câțiva copaci cu frunzișul verde, leagă registrul de jos cu un cer neutru cromatic. Laviurile sunt așternute cu zemuri subțiri, tulburate de insemnări alerte cu linii scurte ce vibrează textura lucrării. Lucrarea este semnată dreapta sus, cu tuș negru Tonitza. | Muzeul de Artă, Tulcea                                       | Cimec    |
|      | Portret de fetiță (Figură în peisaj) Autor: Tonitza, Nicolae                  | Datare: Sec. XX Școală: Școală modernă românească Dimensiuni: L: 210 mm.; LA: 300 mm. Material: tuș peniță cu un fundal cadrilat cu creionul pe hârtie subțire îngălbenită                | Lucrarea reprezintă schița premergătoare a unei lucrări de amploare. În prim-planul compoziției este reprezentată o fată îmbrăcată cu o rochie scurtă până la genunchi. Decolteul larg pune în evidență un gât trapez și un cap expresiv. Brațele sunt întinse spre baza rochiei unde mâinile sunt împreunate. De jur împrejur și la orizont se profilează un peisaj cu dealuri. Linia nemodulată este pe alocuri frântă. Fundalul lucrării este cadrilat în creion având notat sus și lateral dreapta cronologic, cu tuș negru, numere de la 1 la 9 iar lateral stânga o linie continuă cu numerele 2 și 3. Lucrarea este semnată dreapta sus cu tuș negru Tonitza. | Muzeul de Artă, Tulcea                                       | Cimec    |
|      | Interior țărănesc (Obiecte și flori) Autor: Tonitza, Nicolae                  | Datare: Sec. XX Școală: Școală modernă românească Dimensiuni: L: 312 mm.; LA: 235 mm. Material: tuș cu peniță pe hârtie ocru cașerată pe carton                                           | Lucrarea ilustrează colțul unui interior țărănesc. În dreptul ferestrei, pe pervaz, sunt înșirate vase cu flori a căror tulpini se ridică spre partea superioară a ferestrei. Întrezărim pe perete, în partea dreaptă, colțurile unui tablou și a unui covor. În registrul inferior se văd porțiuni din mobilier, dintre care, pe bancheta din dreapta, stă aruncată o haină. Textura lucrării este foarte bogată și valorată. Compoziția este foarte bine echilibrată și expresivă. Lucrarea este semnată stânga sus, cu negru Tonitza. | Muzeul de Artă, Tulcea                                       | Cimec    |
|      | Sfântul Solomon (Personaj biblic) Autor: Tonitza, Nicolae                     | Datare: 1913 Școală: Școală modernă românească Dimensiuni: L: 323 mm.; LA: 154 mm. Material: baiț, creioane colorate pe hârtie ocru groasă                                                | Compoziție hieratică reprezentându-l pe Sfântul Solomon, regele iudeilor, cu figură întreagă, ținând în mâini un pergament cu inscripții în limba greacă. Chipul este înconjurat cu o aureolă galbenă și cu contur gros. Privirea regelui este adânc meditativă. Personajul biblic poartă o pelerină de culoare închisă, cu bordură galbenă iar trupul este înveșmântat cu o haină lungă, strânsă la brâu care lasă niște cute rigide. Picioarele sale sunt încălțate cu sandale. Liniile de contur, ca și chenarul din extremitatea lucrării, sunt redate cu baiț închis iar fundalul cu un laviu de baiț îmbogățit cu hașuri de creion galben. În dreapta sus este scris pe verticală SOLOMON. Lucrarea este semnată și datată dreapta jos, cu creion N Tonitza / 1913. | Muzeul de Artă, Tulcea                                       | Cimec    |
|      | Sfântul Isaia (Personaj biblic) Autor: Tonitza, Nicolae                       | Datare: 1913 Școală: Școală modernă românească Dimensiuni: L: 310 mm.; LA: 168 mm. Material: baiț, creioane colorate pe hârtie ocru groasă                                                | Compoziție hieratică reprezentându-l pe Sfântul Isaia, cu figură întreagă, ținând în mâna stângă un pergament cu inscripții în limba greacă și cu mâna dreaptă ridicată în semn de binecuvântare. Chipul este înconjurat cu o aureolă redată cu laviu subțire de baiț și cu contur gros. Privirea profetului este adânc meditativă. Personajul biblic poartă o pelerină, cu o textură bogată în linii redate cu baiț, întărită cu creion albastru, peste care așterne un laviu subțire de baiț. Trupul este înveșmântat cu o haină lungă roșie cu multe falduri. Liniile de contur, ca și chenarul din extremitatea lucrării, sunt redate cu baiț închis iar fundalul într-un laviu vibrat de baiț îmbogățit cu hașuri de creion galben. În dreapta sus este scris pe verticală ISAIA. Semnată dreapta jos, creion N Tonitza / 1913. | Muzeul de Artă, Tulcea                                       | Cimec    |
|      | Sfântul Serge (Sfânt creștin) Autor: Tonitza, Nicolae                         | Datare: 1911 Școală: Școală modernă românească Dimensiuni: L: 265 mm.; LA: 247 mm. (carton verso) Material: baiț, creion galben pe hârtie ocru lipită pe carton                           | Compoziție hieratică reprezentându-l pe Sfântul Serge, bust, ținând în mâna stângă o sabie și în mâna dreaptă o suliță. Chipul este înconjurat cu o aureolă închisă și cu contur gros. Privirea sfântului este adânc meditativă. Personajul religios poartă un veșmânt foarte decorat. În registrul superior este redată o arcadă cu motive decorative. Liniile de contur sunt desenate cu baiț închis iar fundalul într-un laviu vibrat de baiț îmbogățit cu hașuri de creion galben. În dreapta sus este scris pe orizontală, cu negru SERGE. Lucrarea este datată și semnată dreapta jos, cu negru: 1911 / NTonitza. | Muzeul de Artă, Tulcea                                       | Cimec    |
|      | Piața Mangalia (Târg) Autor: Tonitza, Nicolae                                 | Datare: Sec. XX Școală: Școală modernă românească Dimensiuni: L: 373 mm.; LA: 302 mm. (dim. carton) Material: acuarelă, tuș pensulă pe hârtie albă groasă lipită pe carton și paspartu    | Piață adăpostită de pereții exteriori a unor case vechi, așezată la intersecția unor străzi, cu tarabe ce adăpostesc sub copertine mărfuri și neguțători. Casele din prim plan au acoperișuri ce amintesc de construcțiile orientale. În plan îndepărtat se întrezăresc turlele unei biserici. Peisajul bine conturat cu negru este redat în trei registre: strada cu o culoare care evoluează de la brunuri la ocru deschis; construcțiile arhitectonice cu subtile variații cromatice: oranj, brun roșcat și verde; cerul cu nuanță de albastru. Micul așezământ, sărăcăcios, cu o cromatică austeră, este redat cu monumentalitate datorită ingeniozității artistului în redarea planurilor. Lucrarea este semnată dreapta jos, cu negru Tonitza. | Muzeul de Artă, Tulcea                                       | Cimec    |
|      | Trei nuduri de femei Autor: Tonitza, Nicolae                                  | Datare: Sec. XX Școală: Școală modernă românească Dimensiuni: L: 265 mm.; LA: 420 mm. Material: tuș peniță pe hârtie subțire îngălbenită lipită pe carton                                 | Lucrarea ne înfățișează o compoziție cu trei nuduri de femei culcate, așezate în formă de spirală ce invocă galaxia primordială. Cele trei personaje sunt redate elegant, cu forme grațioase, opulente și bine proporționate. Linia nemodulată este cursivă și fină. Lucrarea este semnată dreapta jos, cu creion Tonitza. | Muzeul de Artă, Tulcea                                       | Cimec    |
|      | Portret de bătrână (Compoziție figurativă) Autor: Tonitza, Nicolae            | Datare: Sec. XX Școală: Școală modernă românească Dimensiuni: L: 190 mm.; LA: 196 mm. Material: sepia laviu pe hârtie ocru cașerată de carton                                             | Compoziție cu bătrână așezată din profil, spre dreapta, cu piciorul stâng întins și cel drept îndoit peste care stau mâinile. Bătrâna poartă pe cap o broboadă ce se înfășoară sub bărbie. Personajul stă într-o atitudine meditativă, împăcată cu sine. Laviul de sepia are un gradient de intensitate ce concentrează lumina pe obraz, umăr, braț și piciorul drept. Lumina iradiază în tot spațiul tulburată doar de două fâșii dintre care una pe verticală ce prelungește aria compoziției iar cealaltă pe brâul zidului din spatele personajului. Lucrarea este remarcabilă prin precizia și finețea grafismului redat dintr-un singur condei. Linia modulată sugerează bine volumul. Lucrarea este semnată dreapta jos, cu sepia Tonitza. | Muzeul de Artă, Tulcea                                       | Cimec    |
|      | Peisaj Autor: Dărăscu, Nicolae                                                | Datare: începutul secolului XX Școală: Școală modernă românească Dimensiuni: L:325 mm; LA: 400 mm Material: ulei pe carton                                                                | Peisaj cu case la margine de platou în vecinătatea mării. Marginea platoului este traversată de ritmurile în cădere ale crestei albe redate prin tușe hașurate pe formă, cu reflexe spre violet. Compoziția peisajului este organizată într-o vedere monumentală. Tonurile de albastru și violet ale cerului apasă într-un fel dramatic prin contrast și forța tușelor, peste casele așezate la orizont. Semnat dreapta jos cu brun „Dărăscu”. | Muzeul de Artă, Tulcea                                       | Cimec    |
|      | Peisaj din Vâlcov Autor: Dărăscu, Nicolae                                     | Datare: începutul secolului XX Școală: Școală modernă românească Dimensiuni: L:550 mm; LA: 450 mm Material: ulei pe pânză                                                                 | Peisaj din Vâlcov văzut din depărtare, dinspre Dunăre spre mal, ilustrează ambarcațiuni acostate în prim plan și în plan secundar turlele unei biserici. Peisajul cu bărci și vegetație abundentă se oglindește în apele dunării într-un joc pictural al efectelor cromatice contrastante. Turlele îndepărtate ale bisericii sunt învăluite în tonuri temperate de albastru-violaceu integrate de un cer subtil nuanțat prin treceri de la cald la rece. Semnat dreapta jos cu roșu „Dărăscu”. | Muzeul de Artă, Tulcea                                       | Cimec    |
|      | Peisaj dobrogean (Peisaj oriental) Autor: Iser, Iosif                         | Datare: Sec. XX Școală: Școală modernă românească Dimensiuni: L:307 mm; LA: 397 mm Material: acuarelă pe hârtie albă pe carton                                                            | Viziunea panoramică a unui sat dobrogean la orizontul căruia se ridică dealuri succesive aidoma unor ziduri de protecție ce se ridică spre un cer cvasi-inexistent. Peisajul este luminos, înnobilat de subtile și fermecătoare culori catifelate, de griuri colorate. Deși austeră, dominanta cromatică este ocru, galben, verde, albastru și brun. Contrastul închis-deschis redă volumul construcțiilor figurative. Terenul viran din centrul compoziției, pe care se plimbă câteva personaje, este bine împrejmuit de căsuțe în stil oriental. Semnată dreapta jos, cu brun ISER. | Muzeul de Artă, Tulcea                                       | Cimec    |
|      | Turci la cafenea Autor: Iser, Iosif                                           | Datare: Sec. XX Școală: Școală modernă românească Dimensiuni: L:417 mm; LA: 507 mm Material: acuarelă, creion pe hârtie albă cașerată pe carton                                           | Compoziție cu trei turci așezați pe scaune, în jurul unei mese rotunde, care sunt cufundați într-o tainică conversație. Personajul din extrema dreaptă, care ține un baston în mâna dreaptă, se suprapune parțial cu personajul din planul îndepărtat. Pe masă se află un vas cu flori și o felie de pepene. Culorile sunt austere, cu nuanțe de griuri colorate ce variază de la roșu, albastru, verde și galben. Pensulația este foarte alertă și vibrată insistând pe alocuri pe contururi modulate care conferă lucrării un dinamism și o statură monumentală. Suprafața picturală este bine ordonată lăsând unele interstiții din albul hârtiei, nu întotdeauna o zonă neutră, care conferă lucrării un dinamism interior și un echilibru. Semnată dreapta jos, cu brun ISER | Muzeul de Artă, Tulcea                                       | Cimec    |
|      | Odaliscă (Personaj în peisaj) Autor: Iser, Iosif                              | Datare: Sec. XX Școală: Școală modernă românească Dimensiuni: L:320 mm; LA: 240 mm; L:188 mm; LA: 148 mm Material: Gravură cu acul pe hârtie ocru groasă                                  | Lucrarea reprezintă o odalistică așezată pe un covor în stare de profundă meditație. Capul este acoperit de o broboadă lungă ce atârnă pe covor. Personajul este îmbrăcat în haine ample ce nu lasă să se întrezărească decât chipul , mâinile și laba piciorului drept care este îndoit vertical înspre umăr. Piciorul stâng este îndoit turcește sub haine. În planul îndepărtat se zăresc casele unui peisaj cu rol decorativ. Linia contururilor este modulată și de mare rafinament. Valorația esențializată ne redă o lucrare aerată și de mare eleganță. Structura piramidală a lucrării, redată monumental, este echilibrată. Semnat incizat stânga jos ISER și cu creionul dreapta jos, sub chenar ISER. | Muzeul de Artă, Tulcea                                       | Cimec    |
|      | Peisaj cu case Autor: Dărăscu, Nicolae                                        | Datare: prima jumătate a sec. XX Școală: Școală modernă românească Dimensiuni: L:540 mm; LA: 650 mm Material: ulei pe carton                                                              | Peisajul ilustrează o vedere panoramică a Balcicului, a străzii principale ce duce în perspectivă spre un orizont descris de crestele albe monumentale ale formelor de relief în conjuncție cu marea. Lumina intensă specifică litoralului îi oferă artistului prilejul de a interpreta atmosfera și de a reproduce efectele cromatice. Tușele de culoare așezate în hașuri ordonate, participă la constituirea formelor bine delimitate ale unei materialități dense. Semnat dreapta jos creion cu negru „N. Dărăscu 1933”. | Muzeul de Artă, Tulcea                                       | Cimec    |
|      | Compoziție: Flori sufletești Autor: Mattis-Teutsch, Hans                      | Datare: prima jumătate a sec. XX Școală: Școală modernă românească Dimensiuni: L: 290 mm; LA: 360 mm Material: ulei pe carton                                                             | Compoziție abstractă cu ritmuri de forme convexe și concave structurate într-o ordine dinamică și expresivă redate prin contrastul în sine al culorilor, galben, roșu, verde și albastru. Tușele sunt așezate în treceri graduale de la închis la deschis. Lucrarea face parte din ciclul de „Flori ale sufletului”, realizate în perioada 1919 - 1924 ce coincide cu adeziunea sa la integralism, curent artistic ce reflectă concepțiile kandinskiene. | Institutul de Cercetări Eco-Muzeale „Gavrilă Simion”, Tulcea | Cimec    |
|      | Peisaj din Vlaici (Peisaj cu dealuri) Autor: Dărăscu, Nicolae                 | Datare: 1913 Școală: Școală modernă românească Dimensiuni: L:213 mm; LA: 337 mm Material: acuarelă pe hârtie îngălbenită                                                                  | Peisaj panoramic cu dealuri la poalele cărora trece un râu. Albia râului, orientată oblic, străbate o vale înconjurată de plopi. Lucrarea este alcătuită cu dublu contrast de complementare: albastru-oranj, violet-galben. Tușele sunt elaborate în tente rupte, cu lovituri scurte de pensulă. Lucrarea se încadrează în stilul postimpresionismului românesc. Semnată și datată stânga jos, creion Dărăscu/ 1913. Pe verso, central sus, notat cu cerneală albastră Vedere din Vlaici -/ 1913/ N. Dărăscu | Muzeul de Artă, Tulcea                                       | Cimec    |
|      | Peisaj panoramic Autor: Dărăscu, Nicolae                                      | Datare: 1908 Școală: Școală modernă românească Dimensiuni: L:227 mm; LA: 290 mm Material: acuarelă pe hârtie îngălbenită lipită pe carton                                                 | Peisaj la margine de sat având ca centru de interes doi pomi ce domină compoziția. În cel de-al doilea registru sunt diseminate, în dreapta și stânga, case iar la orizont se întinde un deal ce delimitează cerul senin de restul peisajului. La poalele dealului se întrezărește un curs de apă. Lucrarea redată într-un contrast de oranj-albastru, cu dominanta oranj, pare a ilustra un început de toamnă. Tușele spontane, cu tente rupte, sunt foarte vibrate sugerând un peisaj animat. Semnată dreapta jos, oblic, creion Dărăscu. Pe verso, pe suportul cartonat, notat dreapta sus, cu cerneală albastră Vedere din St. Tropez./1908/ N. Dărăscu | Muzeul de Artă, Tulcea                                       | Cimec    |
|      | Proiect de frescă Autor: Mattis-Teutsch, Hans                                 | Datare: Sec. XX Școală: Școală modernă românească Dimensiuni: L:1000 mm; LA: 700 mm Material: tempera pe hârtie gri                                                                       | Proiect de frescă executat pe verticală, într-un decorativism foarte stilizat, ce ne prezintă două personaje, ce încadrează forme geometrice, redate în dreptunghiuri colorate și un cerc oranj. Aria cromatică evoluează din albastru ultramarin, ceruleum, griuri, ocru, brun și alb. Personajele sunt colorate unitar iar conturul lor este redat cu linii modulate, nesemnată. | Muzeul de Artă, Tulcea                                       | Cimec    |
|      | Peisaj de pădure Autor: Andreescu, Ioan                                       | Datare: începutul sec. XX Școală: Școala modernă românească Dimensiuni: L: 250 mm; LA: 310 mm Material: ulei pe pânză                                                                     | Peisajul de pădure ilustrează trunchiurile înalte ale copacilor dispuși liniar în prim plan, a căror culoare de verde saturat se nuanțează în albastrul rece și grizat până la reflexe plumburii, atribuind lucrării o lumină melancolică. Verdele dealurilor este mai intens și mai deschis dar în contrast temperat, cu mici variațiuni de ton, peste care se proiectează siluetele înalte ale arborilor cu nuanțe de verde închis. Tușa, așezată în maniera impresionistă este temperată și consistentă. | Muzeul de Artă, Tulcea                                       | Cimec    |
|      | Car cu boi Autor: Grigorescu, Nicolae                                         | Datare: sfârșitul sec XIX, începutul sec XX Școală: Școala modernă românească Dimensiuni: L: 170 mm; LA: 348 mm Material: ulei pe lemn                                                    | Car cu boi, surprinși în mișcare pe un drum de câmpie redat prin amestecuri de griuri de ocru și roșu. Puternic contrastant este cerul luminos vibrat de pete consistențe de albastru și alb. Compoziția este echilibratș desfășurându-se într-o perspectivă deschisă, orizontală, pe linia căreia se întinde în plan îndepărtat marginea unei păduri. | Muzeul de Artă, Tulcea                                       | Cimec    |
|      | Boi Autor: Grigorescu, Nicolae                                                | Datare: începutul sec. XX Școală: Școala modernă românească Dimensiuni: L: 140 mm; LA: 230 mm Material: ulei pe lemn                                                                      | Compoziția ilustrează odihna unei turme de boi pe orizontul deschis al unui peisaj de câmpie cu dealuri joase. Din nuanța griurilor închise ale câmpiei, se evidențiază ca centru de interes, în poziție ușor dinamică, silueta unui bou alb, redat prin pete deschise de griuri colorate. Peisajul este susținut prin acorduri cromatice de griuri pământii în contrast cu cerul de nuanța alb-grizat așezat uniform și semitransparent. Tușa este fragmentată, caracteristică tehnicii impresioniste, așezate prin juxtapunere în pete de culoare de consistență diferite, de la mat la transparent. | Muzeul de Artă, Tulcea                                       | Cimec    |
|      | Cap de fetiță Autor: Grigorescu, Nicolae                                      | Datare: a doua jumătate a sec. XIX Școală: Școala modernă românească Dimensiuni: L: 157mm; LA: 120 mm Material: ulei pe lemn                                                              | Portret de fetiță, compus în vedere frontala, bust, purtând pe cap un batic alb-galbui. Fundalul este redat în nuanțe de griuri închise și brun, așezate lapidar, lasând pe alocuri suprafețe nepictate ale lemnului de un ton gri-albăstrui, ce se integreaza armonios în tenta generală. Portretul este redat prin tușe fine de ton și pensulație, diferențiindu-se de celelalte elemente, precum veșmintele și fundalul, ce sunt tratate spontan. | Muzeul de Artă, Tulcea                                       | Cimec    |
|      | Garoafe Autor: Luchian, Ștefan                                                | Datare: începutul sec. XX Școală: Școala modernă românească Dimensiuni: L: 360 mm; LA: 210 mm Material: ulei pe carton                                                                    | Buchet de garoafe, așezat într-un pahar cilindric alungit din care se desprind mai multe fire cu boboci și trei garoafe înflorite într-o combinație cromatică de alb și roșu, ce prind contur pe fundalul brun închis. Printr-o linie orizontală se împart cele douș mari suprafețe de fond, planul vertical - brun și planul orizontal de un alb valorat prin griurile feței de masă ce luminează contururile transparente ale paharului. | Muzeul de Artă, Tulcea                                       | Cimec    |
|      | Vârful cu dor Autor: Demetrescu-Mirea, Gheorghe                               | Datare: sfârșit de secol XIX Școală: Școala modernă românească Dimensiuni: L: 560 mm; LA: 680 mm Material: ulei pe pânză                                                                  | Compoziție deschisă și dinamică cu mai multe personaje, având ca centru de interes un tânăr cioban. În jurul lui trei personaje feminine își întind mâinile într-un gest de îmbrățișare. Personajele feminine se contopesc în peisaj cu valurile de ceață albăstrie, ce conferă întregului tablou o atmosferă ireală, de vis. Jos în partea dreaptă spre colț, într-un plan mai apropiat se deslușește forma cenușie a unei păsări în zbor. Cromatic este susținută de o gamă rece, de albastru, gri și brun. Maniera picturii este caracteristică stilului neoclasic de sec. XIX. | Muzeul de Artă, Tulcea                                       | Cimec    |
|      | Interior cu patru personaje Autor: Luchian, Ștefan                            | Datare: Sec. XX Școală: Școala modernă românească Dimensiuni: Suport L: 260 mm; LA: 358 mm Material: sanguină pe hârtie ocru lipită pe carton și de pass-partout                          | Scena reprezentând doua perechi de personaje care citesc și discută în jurul unei mese. Centrul de interes este un bărbat care întinde o carte doamnei din colțul stânga al imaginii. Bărbatul din prim plan, așezat cu spatele, în contre-jour, lasă să se intrevadă cartea deschisă pe care o studiază. În extrema dreaptă a imaginii este așezată o doamnă foarte absorbită de conversație. Personajele sunt executate foarte rafinat, cu contururi subțiri iar treptele valorice sunt apropiate. Lucrarea este monocromă și semnată dreapta jos, cu sanguină: Luchian. | Muzeul de Artă, Tulcea                                       | Cimec    |
|      | Dansatori Autor: Michăilescu, Corneliu                                        | Datare: Sec. XX Școală: Școala modernă românească Dimensiuni: L: 460 mm; LA: 400 mm Material: tempera pe sticlă                                                                           | Compoziția reprezintă un muzician și o dansatoare redată cu o linie cursivă care marchează ritmicitatea pașilor de dans. Formele sunt redate liber cu dezinvoltura dadaiștilor cărora expresivitatea gesturilor precumpănește asupra exactității formelor anatomice. Marginile sunt dominate cu culorile galben-verzui și oranj-roșcat. Fundalul central e marcat de o infinitate de nuanțe de albastru. Pe trupul personajelor sunt așternute câteva zemuri de culori de slabă intensitate. Lucrarea este realizată în tehnica de tuș și tempera pe sticlă. | Muzeul de Artă, Tulcea                                       | Cimec    |
|      | Cavalcada Autor: Michăilescu, Corneliu                                        | Datare: Sec. XX Școală: Școala modernă românească Dimensiuni: L 500 mm; LA : 420 mm Material: tempera pe sticlă                                                                           | Imaginea simbolică denumită "Cavalcada" este o interpretare a scenelor de răpire atât de cunoscute din istoria artei. Lucrarea este realizată în tehnica de tuș și tempera pe sticlă. Cu o linie cursivă care marchează ritmicitatea unui galop, artistul este mai degrabă preocupat de expresivitatea scenei decât de redarea cu exactitate a formelor. Imaginea este înviorată cu culori calde galben, oranj pe figuri. Fundalul în registrul superior este dominat de nuanțe de albastru, iar cel inferior de violet și verde. | Muzeul de Artă, Tulcea                                       | Cimec    |
|      | Circul Autor: Michăilescu, Corneliu                                           | Datare: 1930 Școală: Școala modernă românească Dimensiuni: L: 290 mm; LA : 235 mm Material: tuș negru pe hârtie albă lipită pe un suport cartonat                                         | Lucrarea reprezintă o scenă de circ cu un personaj cu pălărie într-un număr de dresaj cu un cal. Cuplul execută un antrenant ritm de dans în bătaia biciului. Lucrarea este executată cu pensula cu tuș, cu un contur alert, sinuos și câteva sumare valorații. Lucrarea este semnată și datată stânga jos cu tuș negru "m 1930". | Muzeul de Artă, Tulcea                                       | Cimec    |
|      | Femeie Autor: Petrașcu, Gheorghe                                              | Datare: 1930 Școală: Școala modernă românească Dimensiuni: L: 214 mm.; LA : 172 mm Material: acuarelă, conte pe hârtie albă groasă                                                        | Lucrarea reprezintă un desen viguros și alert susținut de laviuri de acuarelă. O femeie așezată pe un scaun la malul mării, se uită în zare într-o atitudine meditativă. La orizont se întrezărește faleza ce delimitează cele două registre ale lucrării. Cerul de un gri albastrui având la orizont o zonă încălzită de apus sau răsărit de soare. Dominanta este caldă cu orajuri, susținută de laviuri de albastru. Lucrarea este semnată dreapta jos "g Petrascu [1]930". | Muzeul de Artă, Tulcea                                       | Cimec    |
|      | Veneția Autor: Petrașcu, Gheorghe                                             | Datare: 1925 Școală: Școala modernă românească Dimensiuni: L: 110 mm; LA: 145 mm Material: guașă pe hârtie albă subțire lipită pe carton                                                  | Peisaj venețian cu imobile de culoare preponderent roșie, inundate de lumină, situate dincolo de o întindere de apă în care se oglindesc vibrat culorile caselor. În prim plan, în colțul din dreapta, se întrezăresc două barci. Contururile formelor sunt viguros marcate de linii negre modulate. Cerul este brăzdat de un albastru grizat. Lucrarea este semnată și datată dreapta sus, cu negru "g. Petrascu / [1]925". | Muzeul de Artă, Tulcea                                       | Cimec    |
|      | Autoportret Autor: Petrașcu, Gheorghe                                         | Datare: 1910 Școală: Școala modernă românească Dimensiuni: L: 299 mm.; LA: 240 mm Material: tuș peniță pe hârtie ocru subțire lipită pe carton                                            | Lucrarea reprezintă autoportretul artistului executat în linii hotărâte și energice, într-un contrast închis-deschis. Hașurile dominate sunt cele orizontale și verticale peste care artistul procedează cu hașuri oblice ce se modelează pe relieful formelor. Hașurile din jurul chipului scot în evidență starea meditativă a portretului. Lucrarea este semnată dreapta jos, cu tuș negru "g. Petrascu" iar pe verso, central, însemnare autografă, cu cerneală albastră, "Petrascu Gh. / la / 1910 (la 50 de ani)". | Muzeul de Artă, Tulcea                                       | Cimec    |
|      | Poarta Mănăstirii Dealu Autor: Petrașcu, Gheorghe                             | Datare: Sec. XX Școală: Școala modernă românească Dimensiuni: L: 206 mm; LA 266 mm Material: acuarelă, tuș pe hârtie lipită pe carton și passepartout                                     | Peisajul reprezintă Poarta Mănăstirii Dealu cu ziduri luminoase încojurate de o vegetație cu mai multe nuanțe de verde. În prim plan, mănăstirea este încojurată de un gard de lemn ce lasă o deschidere de unde un personaj se îndreaptă spre poartă. Cerul este brăzdat de nori albaștrii cu hașuri negre suprapuse. Acoperișul are culori ce evoluează de la brunuri spre albastru închis. Formele sunt viguros conturate cu negru ce le detașează de fundal. Lucrarea este semnată dreapta jos, cu brun "g. Petrascu". | Muzeul de Artă, Tulcea                                       | Cimec    |
|      | Salonic Autor: Phoebus, Alexandru                                             | Datare: Sec. XX Școală: Școala modernă românească Dimensiuni: L: 370 mm.; LA: 270 mm Material: acuarelă pe hârtie albă groasă                                                             | Lucrarea reprezintă o geamie cu un minaret înconjurat de un zid jos, în spatele căruia se vad niște copaci ce acoperă o parte din lacașul de cult. Imaginea este dominată de nuanțe infinite de la ocru până la brun, game de verde și albastrul cerului. Semnat stânga jos, cu siena, Alexandru Phoebus / Salonic, Grecia. | Muzeul de Artă, Tulcea                                       | Cimec    |
|      | Portret de femeie Autor: Călinescu, Alexandru                                 | Datare: 1933 Școală: Școala modernă românească Dimensiuni: Î: 470 mm; LA: 370 mm; A: 220 mm Material: bronz; turnare, șlefuire                                                            | Bust de femeie cu capul întors în semiprofil și ușor înclinat în față. Are fața ovală cu fruntea bombată. Ochii sunt alungiți iar sprâncenele lungi și subțiri au un sens ascendent, pornind de la nazion. Nasul este rectiliniu. Părul, strâns la spate, lasă să se întrevadă forma calotei craniene. Veștmântul femeii este discret înfățișat, sugerarea finului material dovedind extraordinara măiestrie a sculptorului. Tratarea este clasică, cu un delicat modelaj, amintind de portretele vechilor maeștrii. Semnată pe spate, la bază, în dreapta "Al Călinescu", datată în continuarea semnăturii: 1933. | Muzeul de Artă, Tulcea                                       | Cimec    |
|      | Groaza Autor: Han, Oscar                                                      | Școală: Școala modernă românească Dimensiuni: Î: 72 mm; LA: 33 mm; A: 38 cm Material: piatră; cioplire                                                                                    | Bărbat nud, înfățișat până la brâu, care își acoperă fața cu mâinile, într-un gest dramatic. "Portretul" mâinilor și dispunerea rebelă a firelor de păr conferă expresivitate. | Muzeul de Artă, Tulcea                                       | Cimec    |
|      | Două țărănci Autor: Han, Oscar                                                | Datare: 1920 Școală: Școala modernă românească Dimensiuni: Î: 320 mm; LA: 220 mm; A: 130 mm Material: bronz; turnare, șlefuire                                                            | Compoziție cu două pesonaje feminine care sunt înfățișate într-un ritual bisericesc. Femeia din dreapta este într-o atitudine statică. Ține capul ușor aplecat în față. În mâini ține o lumânare. Femeia din stânga are trupul și capul aplecate în față, într-o atitudine de închinăciune. Cu mâna dreaptă, ridicată la frunte, face semnul crucii. Femeile sunt înveștmântate cu camăși și fuste lungi, acoperite cu șorțuri. Capul îl au acoperit de broboade. Lucarea este semnată pe spate, pe plintă "O Han" și datată "1920". | Muzeul de Artă, Tulcea                                       | Cimec    |
|      | Liviu Rebreanu Autor: Han, Oscar                                              | Datare: 1921 Școală: Școala modernă românească Dimensiuni: Î: 62 cm; LA: 51 cm; A: 40 cm Material: bronz; turnare, șlefuire                                                               | Portretul scriitorului Liviu Rebreanu în costum de epocă. Lucrarea se distinge prin măestria cu care sculptorul a reușit să-l înfățișeze pe marele scriitor român, într-un moment de concentrare creatoare. Lucrarea este semnată pe spate "O Han". | Muzeul de Artă, Tulcea                                       | Cimec    |
|      | Bust de bărbat Autor: Han, Oscar                                              | Datare: 1929 Școală: Școala modernă românească Dimensiuni: Î: 65 cm; LA: 29 cm; A: 25 cm Material: bronz; turnare, șlefuire                                                               | Portret bust de bărbat cu fața ovală. Are bosele frontale evidente și sprâncenele ușor arcuite. Nasul este rectiliniu. Buza superioară este subțire, cu formă concavă. Bărbia este rotundă. Gâtul este puternic, tronconic. Artistul redă doar trapezul umerilor. În partea stângă este sugerat un drapaj vertical. Suprafața bustului are un modelaj agresat, contrastând cu netețimea chipului. Semnată în lateral stânga: "O Han" și datată în continuarea semnăturii: 1929. | Muzeul de Artă, Tulcea                                       | Cimec    |
|      | Bărbat Autor: Han, Oscar                                                      | Datare: 1934 Școală: Școala modernă românească Dimensiuni: Î: 600 mm; LA: 240 mm; A: 320 mm Material: bronz; modelare, tunare, șlefuire                                                   | Nud de bărbat în poziție șezândă, cu capul aplecat în partea stângă. Brațele sunt ținute la spate. Musculatura, formele anatomice sunt evidențiate printr-o tratare academică. Semnată în lateral dreapta "O Han" și datată sub semnătură: 1934. | Muzeul de Artă, Tulcea                                       | Cimec    |
|      | Cap de fată (Sanda) Autor: Storck, Frederic                                   | Datare: 1905 Școală: Școala modernă Dimensiuni: Î: 330 mm; LA: 220 mm; A: 230 mm Material: bronz; turnare, șlefuire                                                                       | Portret ce amintește de perfecțiunea artei grecești. Modelajul este clar, tehnica observației și a fidelității este inegalabilă. Fizionomia este modelată fin, mătăsos, fiind în contrast cu părul ondulat și cu împletitura cocului, unde artistul alege accente ce sparg monotonia. Tânăra are fața ovală, ochii mari și ușor migdalați, nasul rectiliniu. Figura este delicată iar expresia este ușor melancolică. Semnată monogram în lateral stânga. | Muzeul de Artă, Tulcea                                       | Cimec    |
|      | Macedonski Autor: Storck, Frederic                                            | Datare: 1917 Școală: Școala modernă românească Dimensiuni: Î: 480 mm; LA: 390 mm; A: 270 mm Material: gips; modelare, turnare                                                             | Portretul poetului la maturitate, când mușchii feței își potoliseră fermitatea. Pe jumătate închiși, ochii își pierduseră strălucirea. Sub ochii obosiți sunt evidente "pungile" specifice vârstei. Riduri adânci îi brăzdează fruntea și fața. Poetul poartă mustață scurtă, după moda vremii. Cu toate semnele decăderii fizice, poetul are o ținută demnă. Un guler cu o formă particulară îi ascunde faldurile de sub bărbie. Sub guler are un elegant plastorn sub cravată. Datată și semnată pe spate, în partea stângă "Fr. Stork". | Muzeul de Artă, Tulcea                                       | Cimec    |
|      | Portret de fetiță Autor: Storck, Frederic                                     | Școală: Școala modernă românească Dimensiuni: Î: 360 mm; LA: 210 mm; A: 200 mm Material: gips; modelare, turnare                                                                          | Portret de fetiță cu fața ovală, frunte bombată, ochii mari și sprâncene lungi. Buzele sunt cărnoase, frumos conturate, având comisurile ridicate. Bărbia este mică. Copilul are expresie bosumflată. Părul este pieptănat cu cărare în partea stângă iar în dreapta are o buclă. | Muzeul de Artă, Tulcea                                       | Cimec    |
|      | Castaldi Autor: Storck, Frederic                                              | Datare: 1903 Școală: Școala modernă românească Dimensiuni: Î: 410 mm; LA: 220 mm; A: 220 mm Material: gips; modelare, turnare                                                             | Portretul compozitorului Castaldi, la tinerețe. Are fața ovală, osoasă, fruntea îngustă, ochii mari, cu o expresie profundă. Sub pomeții accentuați sunt evidente oasele zigomatice. Compozitorul poartă o mustață conform modei epocii. Are o expresie melancolică. Lucrarea este semnată pe postament în lateral dreapta. Inscripție: "Amicului meu A Castaldi". Semnată pe postament în lateral dreapta "Fr. Stork". | Muzeul de Artă, Tulcea                                       | Cimec    |
|      | Alexandru Steriadi Autor: Storck, Frederic                                    | Datare: 1902 (?) Școală: Școala modernă românească Dimensiuni: l: 131 mm; LA: 215 mm; A: 16 mm Material: bronz; turnare, șlefuire                                                         | Portret din profil al artistului Alexandru Jean Steriadi, la maturitate. Poartă mustatță după moda epocii care îi acoperă buza superioară, precum și barbișon. Este înveșmântat într-un costum de epocă, înfățișat până la bust, cu cămașă cu guler înalt. Inscripționată în dreapta jos "Al Steriadi". Semnată în dreapta jos"Fr. Stork". | Muzeul de Artă, Tulcea                                       | Cimec    |
|      | Fete la cules de mere Autor: Maniu-Mützner, Rodica                            | Datare: Mijl. sec. XX Școală: Școală modernă românească Dimensiuni: 43x34 cm Material: ulei pe carton                                                                                     | Lucrarea înfățișează trei personaje femininela cules de mere. Două fete sunt apropiate culegând fructe în umbra pomilor, hainele lor deschise nuanțându-se în tonuri de albastru și alb. Cel de al treilea personaj, puțin distanțat de celelalte două, culege fructe de pe ramurile aflate spre extremitate, ieșind din umbra coroanei spre lumina solară intensă. Cele trei fete se integrează într-un peisaj de livadă, redat prin pete alăturate sau juxtapuse în sens vertical. Culoarea are prospețime, verdele pomilor este alăturat în puternice contraste de lumina cald-rece, ocru deschis cu alb și în umbră nuanțe de albastru violaceu. Semnat dreapta jos cu negru: R. Maniu. | Institutul de Cercetări Eco-Muzeale „Gavrilă Simion”, Tulcea | Cimec    |
|      | Piață în Balcic Autor: Maniu-Mützner, Rodica                                  | Datare: Mijl. sec. XX Școală: Școală modernă românească Dimensiuni: Interior passepartout: 38,6x53,3 cm; Exterior carton: 45,5x60 cm Material: hârtie lipită pe carton; acuarelă; cărbune | Piață orientală populată de vânzători așezați în dreapta și stânga unei artere centrale ce străbate în diagonală registrul inferior al lucrării. Pe strada centrală din depărtare sosesc târgoveți ce animă compoziția cu siluetele lor. În registrul superior se zăresc în stânga câteva case și copaci. Tot în partea superioară, în diagonala de la stânga la dreapta spre stânga jos, ni se relevă monumentalitatea unor umbrare ce par a pluti în aer. Cromatica folosită, peste o schiță în cărbune, este austeră și evoluează de la brunuri la ocru și gri-albăstrui. Se evidențiază câteva accente de lumină în alternanță cu umbre pe toată suprafața lucrării. Sunt de semnalat în registrul superior câteva accente de roșu și verde. Semnat dreapta jos, în creion: R. Maniu. | Institutul de Cercetări Eco-Muzeale „Gavrilă Simion”, Tulcea | Cimec    |
|      | Capul Caliacra (coasta) Autor: Maniu-Mützner, Rodica                          | Datare: Mijl. sec. XX Școală: Școală modernă românească Dimensiuni: 47,4x32,5 cm Material: carton; acuarelă                                                                               | Lucrarea reprezintă un peisaj marin cu maluri stâncoase și abrupte cufundate în apele liniștite ale mării. Greutatea densă a tonurilor de albastru ce absorb lumina relfexiilor solare, subliniază expresia unei mări liniștite. Profilele stâncilor asemănătoare unor sfincși îndreptați cu fețele spre largul mării sunt redați prin liniile unui desen în cărbune și nuanțe grave de roșu-brun, ocru, griuri de albastru și verde. Tușele sunt fragmentate în transparențe ce se îmbină și se scurg, sugerând efectele sedimentelor și bătrânețea stâncilor. Cerul este redat în tușe largi orizontale, fluidizate până la pierderea nuanțelor în tonul de bază al hârtiei. Semnat stânga jos, în creion: R. Maniu; nedatat. | Institutul de Cercetări Eco-Muzeale „Gavrilă Simion”, Tulcea | Cimec    |
|      | Madama Ghitas Autor: Maxy, Hermann Max                                        | Datare: Mijl. sec. XX Școală: Școală modernă românească Dimensiuni: 60x36 cm Material: ulei pe carton                                                                                     | Portret de femeie, bust, stilizat în forme geometrice, specifice manierei cubiste. În fundal, formele geometrice sunt dispuse concentric aureolând personajul. Formele din fundal, ca și elementele portretului, sunt vibrate prin tonuri de la deschis la închis, în alăturări complementare de roșu-verde și albastru-oranj. Portretul are trăsături copilăroase, ochii mari și conturul feței rotunjit în volume bine definite. Semnat dreapta jos cu negru: Maxy. | Institutul de Cercetări Eco-Muzeale „Gavrilă Simion”, Tulcea | Cimec    |
|      | Grup de țărănci pe câmp (figuri în peisaj) Autor: Greceanu, Olga              | Datare: Mijl. sec. XX Școală: Școală modernă și contemporană românească Dimensiuni: 56x48 cm Material: ulei pe carton                                                                     | Compoziție cu personaje feminine, un grup de țărănci odihnindu-se într-un cadru deschis, în apropierea unui râu. În prim plan o țărancă cu un ulcior la picioarele ei, este evidențiată prin statură și monumentalitate. Personajele sunt stilizate în planuri decorative pierzându-și detaliile în raport cu profunzimea spațiului. Culorile calde, roșu și galben, sunt tulburate de nuanțele reci de albastru și verde, grizate până la pierderea strălucirii, redând compoziției dominanta rece. Semnat dreapta jos cu galben: O. Greceanu. | Institutul de Cercetări Eco-Muzeale „Gavrilă Simion”, Tulcea | Cimec    |
|      | Turnul bisericii Amtim Autor: Brauner, Victor                                 | Datare: 1925 Școală: Școală modernă românească Dimensiuni: 36x27 cm Material: ulei pe carton                                                                                              | Turn de biserică, este monumental prin înfățișare, de formă dreptunghiulară, cu ferestre alungite și cu cadre semicirculare. Turnul are în vârf trei cruci și se află pe o structură etajată cu un nivel pe sub care se află intrarea în curtea bisericii Antim. În partea stângă se află un colț din pridvorul bisericii cu câteva trepte, coloane și arcade. Câțiva copaci înverziți acoperă la bază formele arhitecturale ale turnului. Cromatica și imaginea este una realistă, pereții clădirii sunt redați în nuanțe mai deschise alb-ocru, griuri reci, dar și brun-roșu în zonele de umbră, cerul este albastru și vegetația de un verde crud. Semnat și datat dreapta jos cu roșu carmin: Victor 1925. | Institutul de Cercetări Eco-Muzeale „Gavrilă Simion”, Tulcea | Cimec    |
|      | Pasiune Autor: Țuculescu, Ion                                                 | Datare: Mijl. sec. XX Școală: Școală modernă românească Dimensiuni: 71x48 cm Material: ulei pe carton                                                                                     | Compoziție abstract figurativă, înfățișează trunchiul unei forme totemice cu elemente simetrice și repetitive pe care se profilează forma unor ochi sau ochelari. Pe margine sunt reprezentate elemente grafice, spirală, romb, de un simbolism arhaic. Compoziția este susținută de un contrast al culorilor pure, roșu, galben, albastru, cu sublinieri de negru și alb, așezate spontan în tușe consistente. Semnat stânga jos cu negru: Tuc. | Institutul de Cercetări Eco-Muzeale „Gavrilă Simion”, Tulcea | Cimec    |
|      | Peisaj cu geamie Autor: Țuculescu, Ion                                        | Datare: 1932 Școală: Școală modernă românească Dimensiuni: 34,5x50 cm Material: ulei pe carton                                                                                            | Peisajul cu case și geamie, surprinde panoramic o zonă dintr-un oraș cu deschidere la întinderea unei ape. Clădirile sunt redate în contraste intense de lumină și culoare, roșu sau oranj, exaltate de albul pereților sau de verdele pomilor. Tușa este energică și spontană, unele zone pierzându-și arhitectura și volumul, într-o suprafață picturală abstractă. Umbrele și luminile sunt descompuse într-o cromatică intensă ce evidențiază valențele expresive ale culorii. Semnat și datat stânga jos cu albastru: I. Țuculescu '32. | Institutul de Cercetări Eco-Muzeale „Gavrilă Simion”, Tulcea | Cimec    |
|      | Desen - personaj alegoric Autor: Brauner, Victor                              | Datare: Mijl. sec. XX Școală: Școală modernă românească Dimensiuni: 32,2x24 cm Material: hârtie subțire ocru; creion                                                                      | Personaj de inspirație dadaistă, structurat cu obiecte diverse ce înlocuiesc formele anatomice ale corpului: fierăstrău, cheie, furculiță, umbrelă, stilou, vas cu flori, frunză, cuțit, sucitor, tel, lingură sunt elemente componente. Desenul mai cuprinde central inscripții: essense OR. Pe verso prezintă un desen schițat cu cărbune reprezentând patru măști. Nesemnat, nedatat. | Institutul de Cercetări Eco-Muzeale „Gavrilă Simion”, Tulcea | Cimec    |
|      | Desen - portret în costum militar Autor: Brauner, Victor                      | Datare: Mijl. sec. XX Școală: Școală modernă românească Dimensiuni: 32,5x20,5 cm Material: hârtie subțire ocru; desen; tuș cu penița                                                      | Personaj, din profil, în pas de defilare militară este reprezentat în grafică satirică. Mersul apăsat și chipul transfigurat în cap de câine nervos caracterizează determinarea și atitudinea voluntaristă. Marșul personajului este orientat de la stânga spre dreapta. Poartă un chipiu, uniformă militară și cizme. Desenul este executat în tuș cu penița, cu o linie modulată, sigură și alertă. Nesemnat, nedatat. | Institutul de Cercetări Eco-Muzeale „Gavrilă Simion”, Tulcea | Cimec    |
|      | Compoziție cu figuri Autor: Brauner, Victor                                   | Datare: Mijl. sec. XX Școală: Școală modernă românească Dimensiuni: 25,7x35 cm Material: hârtie subțire ocru; acuarelă; creion                                                            | Compoziția reprezintă două forme ovoidale în acuarelă, aproape simetrice, executate volumetric cu ajutorul contrastelor valorice. Lucrarea este un joc de linii și culoare (galben, roșu, ocru, verde) în care dominanta galbenă circumscrie celeilalte culori dispuse în benzi. Versoul lucrării este inscripționat jos, central, cu pasta de pix negru: Aquarelle de Victor Brauner (1934-35) / Margit Brauner. Nesemnat, nedatat. | Institutul de Cercetări Eco-Muzeale „Gavrilă Simion”, Tulcea | Cimec    |
|      | Compoziție cu tătari / Interior oriental cu personaje Autor: Iser, Iosif      | Datare: sec. XX Școală: Școală modernă românească Dimensiuni: L: 44,6 cm; La: 60 cm Material: ulei pe carton                                                                              | Lucrarea reprezintă un cuplu de tătari, în interior oriental, tolăniți pe un covor. În fundal se întrezăresc perne și un zid de nuanță ocru. Bărbatul, aflat în plan îndepărtat, poartă fes roșu, un ilic de nuanță închisă, o cămașă albă cu mânecă lungă și șalvari ocru. În prim-plan, femeia, cu un șal de nuanțe închise, își ține brațele încrucișate în dreptul bustului. Este îmbrăcată cu un costum de nuanțe roșii. Forma sa descrie o figură oblică față de statura verticală a bărbatului. Se observă câteva motive decorative deschise pe covor. Atmosfera iradiază o anume liniște tensionată. Lucrarea este semnată în stânga jos, cu negru. | Muzeul de Artă, Tulcea                                       | Cimec    |
|      | Femeie cu cobză Autor: Iser, Iosif                                            | Datare: 1945 Școală: Școală modernă românească Dimensiuni: L: 46,4 cm; La: 38 cm Material: ulei pe pânză                                                                                  | Lucrarea reprezintă o turcoaică așezată pe un scaun, susținând pe picioare o cobză. Fundalul este dominat de o vegetație verde-vibrant, cu accente de ocru, albastru și alb. Personajul este bine așezat în pagină, într-un echilibru compozițional savant. Femeia poartă o basma roșie, o jachetă ocru-oranj cu marghini ornamentate și un pantalon violet-albăstrui. Mâinile ce atârnă în semn de odihnă, se sprijină pe cobză și genunchi. Personajul se află într-o atitudine de meditație și relaxare. Lucrarea este semnată în dreapta jos, cu brun. Datare: 1945. | Muzeul de Artă, Tulcea                                       | Cimec    |
|      | Portret de femeie cu pălărie (O englezoaică) Autor: Tonitza, Nicolae          | Datare: prima jumatate a sec. XX Școală: Școală modernă românească Dimensiuni: L: 50 cm; La: 35 cm Material: ulei pe carton (subțire)                                                     | Lucrarea reprezintă un bust de femeie. Modelul asezat din semiprofil are privirea orientată spre stânga tabloului. Portretul cu o cromatică din gama de ocru, galben, oranj, cu pete sumare de albastru se detașează de fundal albastru violaceu mai închis. Chipul se distinge prin eleganța unei pensulații rafinate. Pălăria bogat ornamentată ascunde fruntea până la nivelul ochilor iar partea posterioară este prelungită de o țesătură ce împodobește trupul. Expresivitatea ochilor determinată prin tușe vibrate este un semn distinctiv al artistului. Lucrarea este semnată dreapta jos, cu brun: Tonitza. | Muzeul de Artă, Tulcea                                       | Cimec    |
|      | Poartă de țintirim Autor: Tonitza, Nicolae                                    | Datare: prima jumatate a sec. XX Școală: Școală modernă românească Dimensiuni: L: 50,4 cm; La: 60,8 cm Material: ulei pe pânză                                                            | Lucrarea reprezintă un peisaj de vară. O poartă albă de cimitir constituie centrul de interes înconjurat de construcții cu contururi modulate și vegetație abundentă. În registrul superior este un cer albastru cu irizații violete iar partea inferioară domină construcții de nuanțe ocru cu acoperișuri brun-roșcat. Cele două registre sunt armonios întregite de podoaba vegetală de un verde nuanțat. Lucrarea este semnată stânga sus, cu brun: Tonitza. | Muzeul de Artă, Tulcea                                       | Cimec    |
|      | Far Autor: Tonitza, Nicolae                                                   | Datare: prima jumatate a sec. XX Școală: Școală modernă românească Dimensiuni: L: 30 cm; La: 20 cm Material: ulei pe carton                                                               | Lucrarea reprezintă un far în partea stângă a tabloului, pe marginea unei întinderi de apă violacee. Pe fusul farului este sprijinită o scară. În registrul superior atârnă frunzișuri verzi ce maschează o parte a cerului gri-albăstrui. La orizont se întrezăresc dealuri colorate cu game de violet, roșu și ocru deschis. În partea inferioară se află plante ornamentale ce împodobesc prim-planul tabloului. Lucrarea este semnată jos, în mijloc, cu negru: Tonitza. | Muzeul de Artă, Tulcea                                       | Cimec    |